# مهاراشترة
مَهَارَاشِتْرَة (بالهندستانية: مہاراشٹرہ؛ بالمراتية: ) هي الولاية الهندية الثالثة كبرا والثانية سكنا. تقع الولاية في غرب الهند على هضبة الدكن، يحدها بحر العرب من الغرب ولايتي كرناتك وكاوة من الجنوب وولاية تلنكانة من الجنوب الشرقي وجتسكر من الشرق وكجرات ومدية برديش من الشمال وإقليم ددرة ونكر حوالي ودمن وديو من الشمال الغربي.
تنقسم الولاية إلى 6 أقسام و36 مقاطعة، عاصمة الولاية هي مومباي أكثر مدن الهند اكتظاظًا بالسكان في الهند وناغبور عاصمة الولاية الشتوية. النهران الرئيسان بالولاية هما كوداوري وكرشنا وتغطي الغابات 16.47% من المساحة الجغرافية للولاية. يوجد في الولاية ستة مواقع للتراث العالمي لليونسكو هي كهوف أجنتا ومغارات إلورا وكهوف إليفانتا ومحطة جتربتي شيواجي والمجموعات الفيكتورية القوطية والفنية في مومباي والغات الغربية. يشكل اقتصاد الولاية 14% من الناتح المحلي الإجمالي الهندي، وهو أكبر اقتصاد ولاية بالبلاد حيث يبلغ الناتج المحلي الإجمالي للولاية 42.5 ترليون روبية هندية (710 مليار دولار أمريكي) ويبلغ نصيب الفرد من الناتج المحلي الإجمالي 335٬247 روبية هندية (5٬600 دولار أمريكي).
يوجد في الولاية العديد من أكبر المراكز الصناعية في الهند وتعد عاصمتها مومباي المركز المالي والتجاري للهند. يوجد في عاصمتها أيضا بورصة بومباي الأقدم في آسيا وثاني أكبر بورصة في الهند وواحدة من أكبر بورصات العقود الآجلة في العالم. لعبت الولاية دورًا مهمًا في الحياة الاجتماعية والسياسية للبلاد وهي رائدة البلاد في الإنتاج الزراعي والصناعي والتجارة والنقل والتعليم. الولاية هي التاسعة من حيث مؤشر التنمية البشرية بين الولايات الهندية.
الولاية ذات تاريخ طويل يعود إلى آلاف السنين، حكم الولاية العديد من الممالك البارزة مثل أسرة أسماكا والإمبراطورية الماورية وساتافاهانا وسلالة أبهيرا وفاكاتاكا وسلالة تشالوكيا الحاكمة وسلالة راشتراكوتا وإمبراطورية تشالوكيا الغربية وسلالة سيونا (يادافا) والدولة الخلجية والدولة التغلقية وبهمنيون وسلطنة مغول الهند. قسمت المنطقة بين إمبراطورية ماراثا ودولة حيدر آباد في أوائل القرن التاسع عشر، ثم ضمت إلى الراج البريطاني وأصبحت المنطقة جزءًا من مقاطعة بومباي ومقاطعة بيرار والمقاطعات الوسطى الهندية والولايات الأميرية في الدكن. ضمت المنطقة إلى الهند ودمجت مقاطعات بومباي وبيرار وولايات الدكن وولايات كجرات في ولاية بومباي. انقسمت ولاية بومباي في 1 مايو 1960 إلى ولاية مهاراشترة وولاية كجرات بعد صراع طويل من أجل تقسيمها على أسس لغوية.

## التسمية
النظرية الأكثر قبولًا بين علماء اللغة هي أن كلمتي ماراثا ومهاراشترة مشتقتان من كلمتي مها (عظيم) وراستريكا، وهي اسم قبيلة أو سلالة من الزعماء في هضبة الدكن. تذكر نظرية بديلة على أن المصطلح مشتق من مها (عظيم) وراتا/راثي (عجلة حربية) أي أنها تشير إلى قوة مقاتلة هاجرت من الشمال إلى موقع الولاية في الجنوب.
ذُكر عن مملكة يادافا المسماة أناراتا في كتاب هاريفانش أن سكانها يسمون بالأبهيرا، وقد أُطلق على بلاد أنارتا وسكانها اسم سوراسترا وساوراسترا وربما اسم راتاس (راستراس)، وربما حرف هذا اللقب إلى اسم الولاية الحالي.
توجد نظرية أخرى تذكر أن المصطلح مشتق من كلمة مها ("عظيم") وراشترا ("أمة") ليغني اسم الولاية الأمة العظيم. لكن هذه النظرية مثيرة للجدل إلى حد ما ومختلف عليها بين العلماء المعاصرين.

## التاريخ

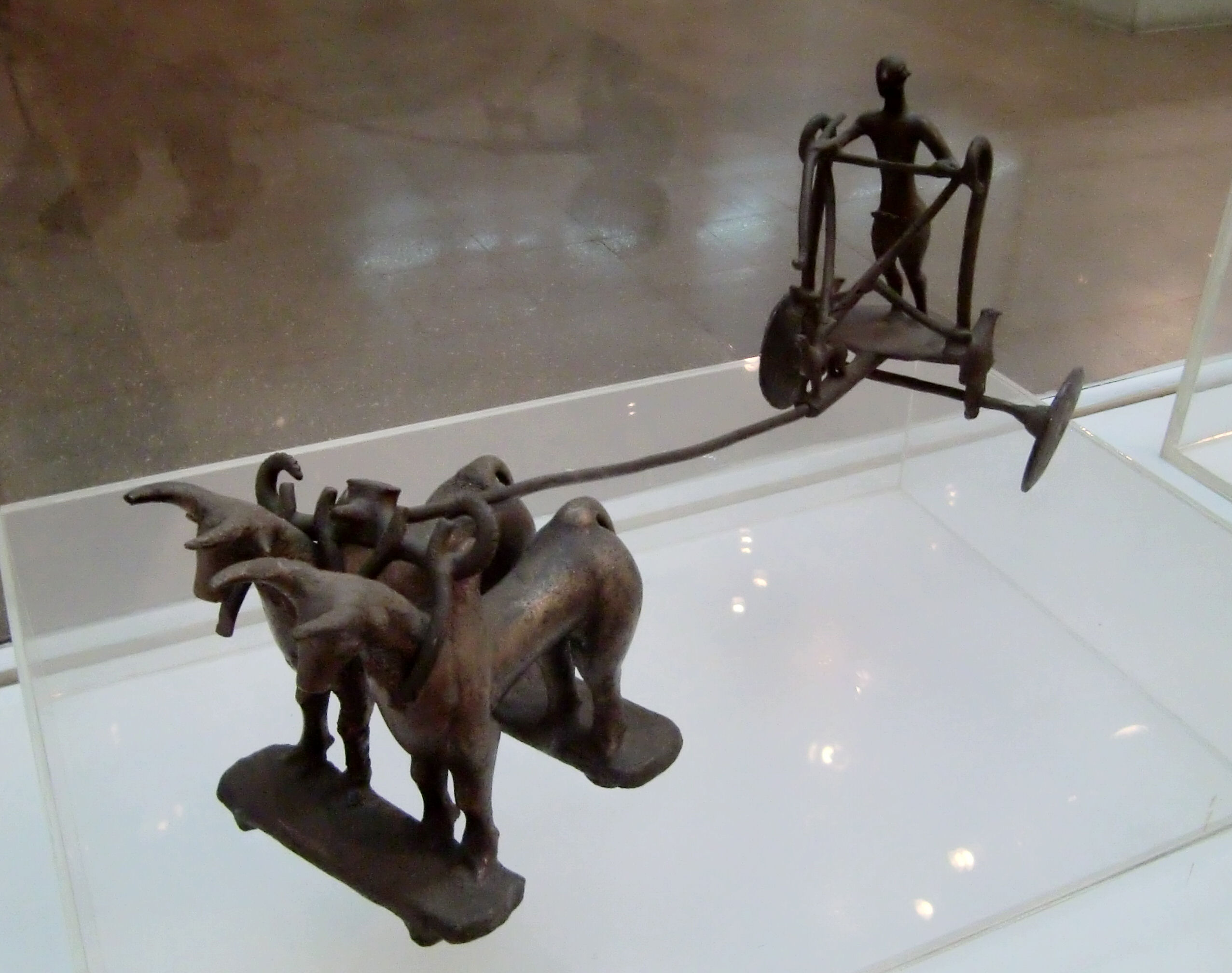
تمثال من أواخر عصر هارابا من دايماباد يعود لحضارة وادي السند

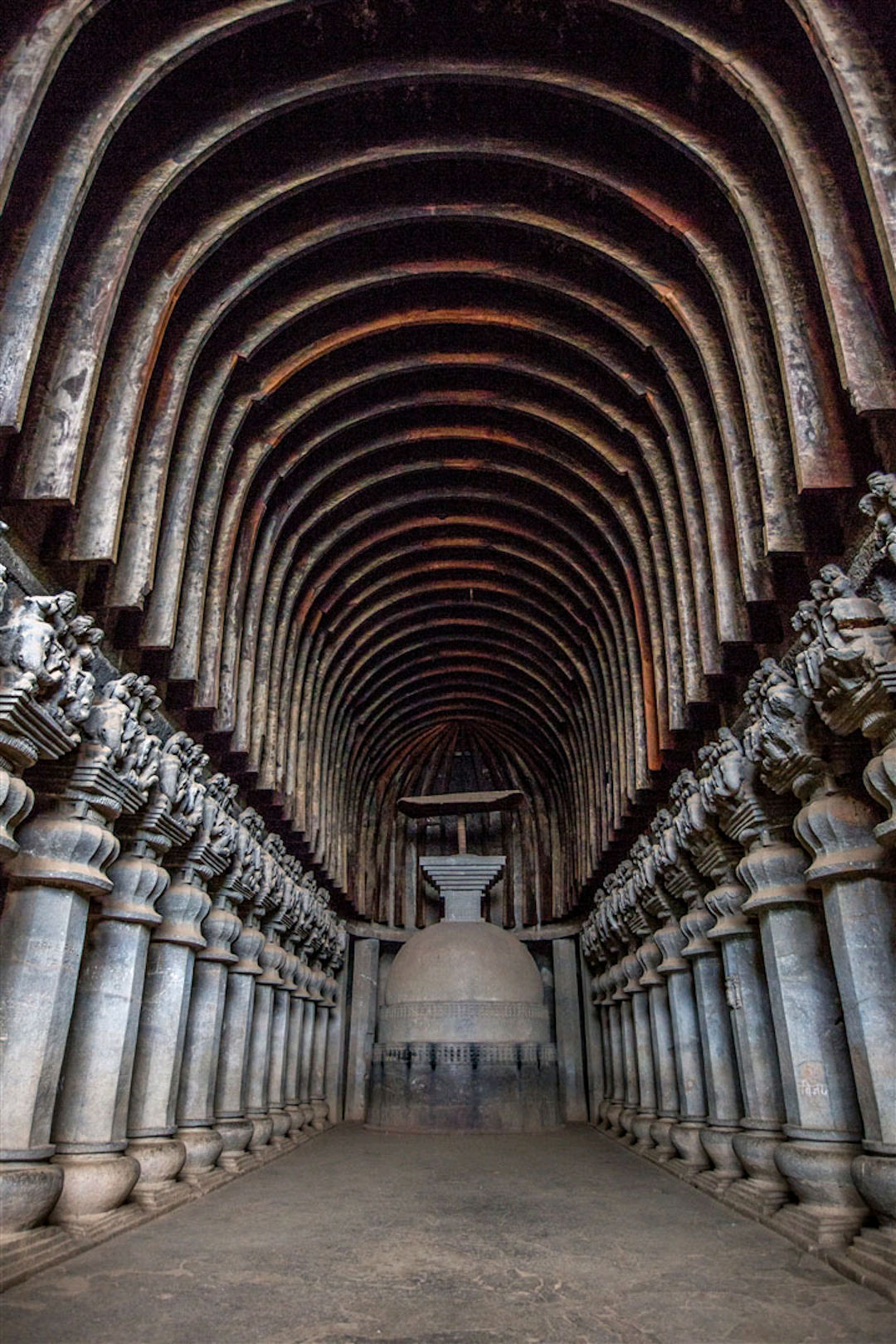
كهوف كارلا التي يعود تاريخها إلى القرن الثاني قبل الميلاد وهي مجموعة من الكهوف البوذية بالقرب من لونافالا.

اكتشفت العديد من المواقع التي تعود إلى أواخر العصر النحاسي والتي تنسب إلى حضارة جوروي (حوالي 1300- 700 قبل الميلاد) في جميع أنحاء الولاية. أكبر تلك المواقع الموجود في دايماباد، عثر في الموقع على حصون طينية ومعبد بيضاوي الشكل. حدثت هجرة كبيرة في هذه الفترة لشعوب ولاية كجرات الحالية إلى شمال ولاية مهاراشترة الحالية.
حكمت الإمبراطورية الماورية ولاية مهاراشترة في القرنين الرابع والثالث قبل الميلاد. ثم خضعت ولاية مهاراشترة لحكم سلالة ساتافاهانا في حوالي عام 230 قبل الميلاد واستمر حكمتها لمدة 400 عام تالية. تلا حكم ساتافاهانا حكم الساتراب الغربيين وإمبراطورية جوبتا وسلالة غورجارا براتيهارا وفاكاتاكا وسلالة كادامبا الحاكمة وسلالة تشالوكيا الحاكمة وسلالة راشتراكوتا وإمبراطورية تشالوكيا الغربية وسلالة سيونا (يادافا). يظهر كهوف أجانتا البوذية في أورنجاباد الحالية تأثيرات من الأنماط المعمارية لسلالتي ساتافاهانا وفاكاتاكا.
حكمت سلالة تشالوكيا المنطقة من القرن السادس إلى القرن الثامن الميلادي وبرز من حكامها بولاكيشين الثاني الذي هزم الإمبراطور الهندي الشمالي هارشا، وفيكراماديتيا الثاني الذي صد الغزوات الإسلامية في القرن الثامن. حكمت سلالة راشتراكوتا ولاية مهاراشترة من القرن الثامن إلى القرن العاشر. وار الرحالة العربي سليمان المهري المنطقة خلال حكم أموغافارشا من سلالة راشتراكوتا وذكر بأنه "أحد الملوك الأربعة العظماء في الأرض. تبع ذلك حكم إمبراطورية تشالوكيا الغربية وسلالة تشولا الحاكمة لأجزاء كبيرة من الولاية من أوائل القرن الحادي عشر إلى القرن الثاني عشر. دارت عدة معارك بينهما في هضبة الدكن في عهد راجاراجا الأول وراجندرا تشولا الأول وجاياسيمها الثاني وسوميشفارا الأول وفيكراماديتيا السادس.
غزا سلطان دلهي علاء الدين الخلجي المنطقة في اوئل القرن الرابع عشر وأطاح بسلالة يادافا التي كانت تحكم وقتها معظم ولاية مهاراشترة الحالية، ثم غزا بعده محمد تغلق أجزاء من الدكن ونقل عاصمته مؤقتًا من دلهي إلى دولت آباد في مهاراشترة. حكم البهمنيون المنطقة بعد انهيار سلالة تغلق في عام 1347 وحكمت المنطقة لمدة 150 عامًا تالية. تفككت السلطنة البهمانية في عام 1518 إلى خمس دول هي سلطنات الدكن: سلطنة أحمد نجار وسلطنة أحمد نجار والعادل شاهية من بيجابور وقطب شاهي من قلعة غولكوندا وسلطنة بيدر غالبًا ما كانت هذه الممالك تتقاتل مع بعضها البعض، ولكن اتحدوا في عام 1565 لمحاربة إمبراطورية فيجاياناغارا الجنوبية التي انتصروا عليها في ذلك العام. أثر مالك عنبر الوصي على سلطنة أحمد نجار من عام 1607 إلى عام 1626، فزاد من قوتها وسلطنها وجيشها. ساعد مالك عنبر السلطان المغولي شهاب الدين شاهجهان في حرب خلافة عرش الدولة ضد زوجة أبيه نور جهان. كان ممن في جيش عنبر مالوجي وشاهاجي أسلاف شيفاجي مؤسس دولة المارثا.
تاج محل في عهد الإمبراطور المغولي أورنجزيب

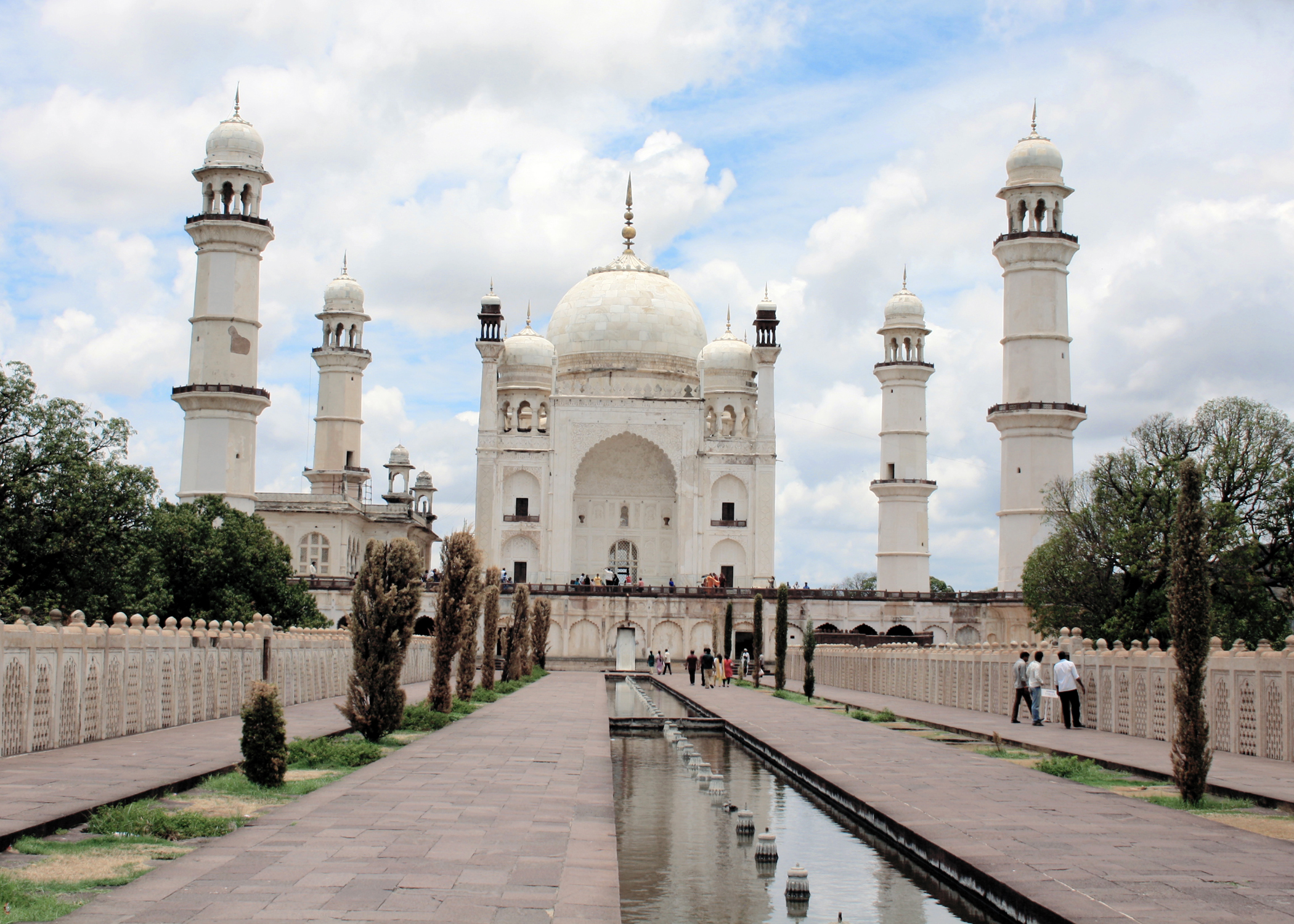
بنيت مقبرة بيبي كا وهي نسخة طبق الأصل من تاج محل في عهد السلطان المغولي أورنكزيب عالمكير

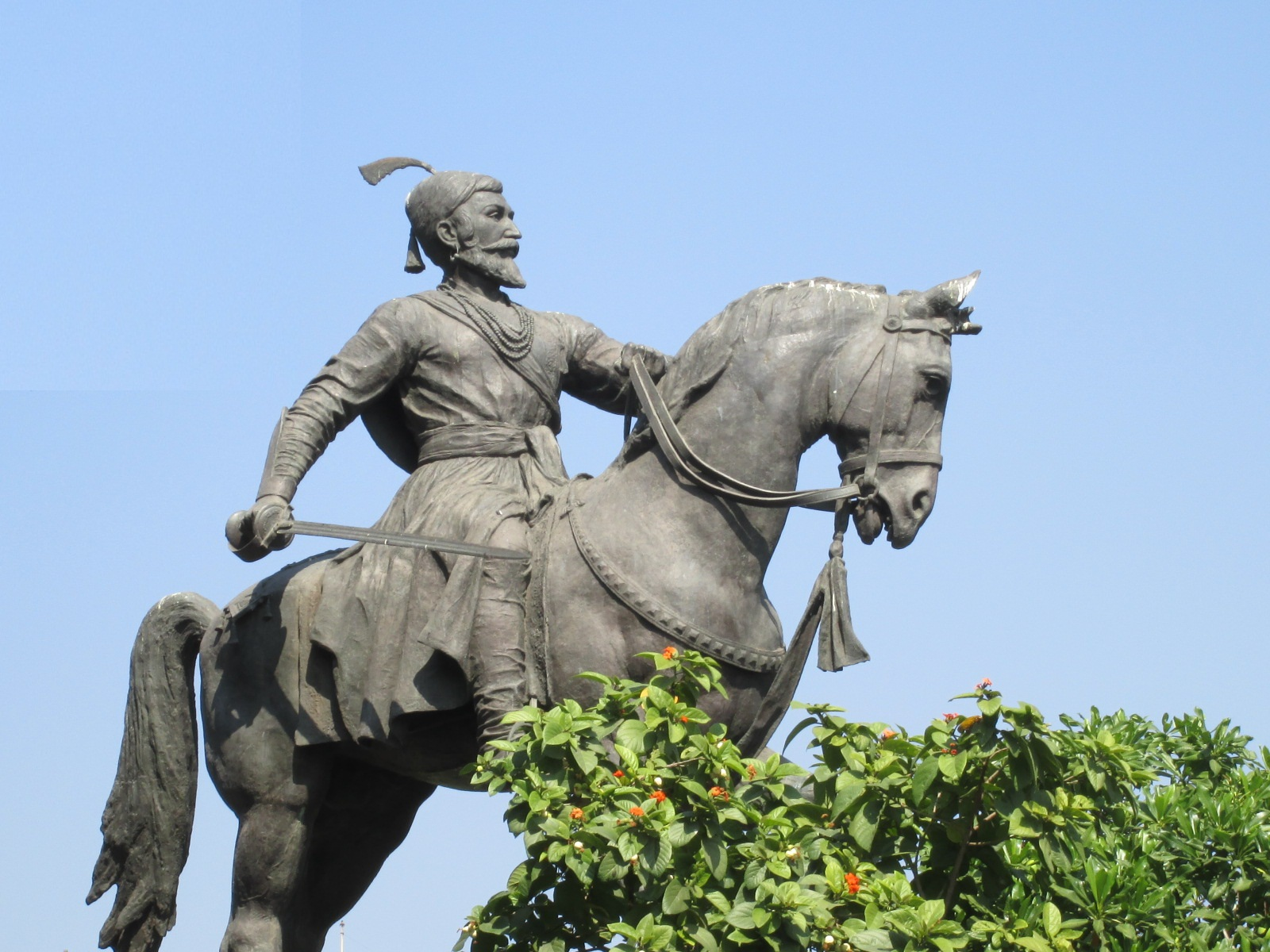
تمثال شيفاجي مقابل بوابة الهند في جنوب مومباي

حاول شاهاجي بهوسال وهو جنرال خدم في جيوش سلطنة أحمد نجار والمغول والعادل شاهية في فترات مختلفة إقامة دولة مستقلة له في أوائل القرن السابع عشر. فشل بهوسال لكن ابنه شيفاجي نجح في تأسيس إمبراطورية المراثا. بدأ السلطان المغولي أورنكزيب حملة أراضي المراثا بالإضافة إلى مملكتي العادل شاهية وغولكوندا في عام 1680. نجح أورنكزيب في حملته جزئيا فسيطر على سلطنتي عادل شاهية وغولكوندا ولم يسيطر على أراضي المراثا بالكامل. بدأ المراثيون بعد وفاة أرونكزيب في عام 1707 تحت قيادة باجي راو الأول وجنرالات مثل رانوجي شيندي ومالها راو هولكار في غزو الأراضي المغولية في شمال وغرب الهند وبحلول خمسينيات القرن الثامن عشر كانوا قد حصروا المغول في مدينة دلهي. ووسعت عائلة بونسالي من ناجبور سيطرة المراثيون حتى البنغال. حكمت الإمبراطورية المارثية في ذروتها مساحة تزيد عن 2.8 مليون كيلومتر مربع (1.1×106 ميل2). يُنسب إلى المراثيون تأثير كبير في إنهاء الحكم المغولي في الهند.
انتكست إمبراطورية المارثا بعد هزيمتها على يد قوات أحمد شاه الدراني الأفغانية في معركة باني بت الثالثة عام 1761، ولكنهم سرعان ما تعافوا وحكموا وسط وشمال الهند حتى نهاية القرن الثامن عشر. كما كانت لهم المراثيون بحرية قوية حوالي ستينيات القرن السابع عشر بلغت ذروتها تحت قيادة كانهوجي أنجري عندما هيمنت على المياه الإقليمية للساحل الغربي للهند من مومباي إلى سافانتوادي. قاومت تلك البحرية السفن البحرية البريطانية والبرتغالية والهولندية والشيدي. قال تشارلز ميتكالف، الموظف المدني البريطاني والحاكم العام لاحقًا، في عام 1806: لا يوجد في الهند سوى قوتين عظميين بريطانيا والمراثا.
توسعت شركة الهند الشرقية البريطانية ببطء في المناطق الخاضعة لحكم إمبراطورية الماراثية في القرن الثامن عشر، ودارت بينهما ثلاث حروب أدت أخرها (1817-1818) إلى نهاية إمبراطورية المراثا واستيلاء شركة الهند الشرقية عليها. تراجعت البحرية المراثية منذ حوالي ثلاثينيات القرن الثامن عشر وتدهورت بحلول سبعينيات القرن الثامن عشر وسقطت مع سقوط الدولة عام 1818.

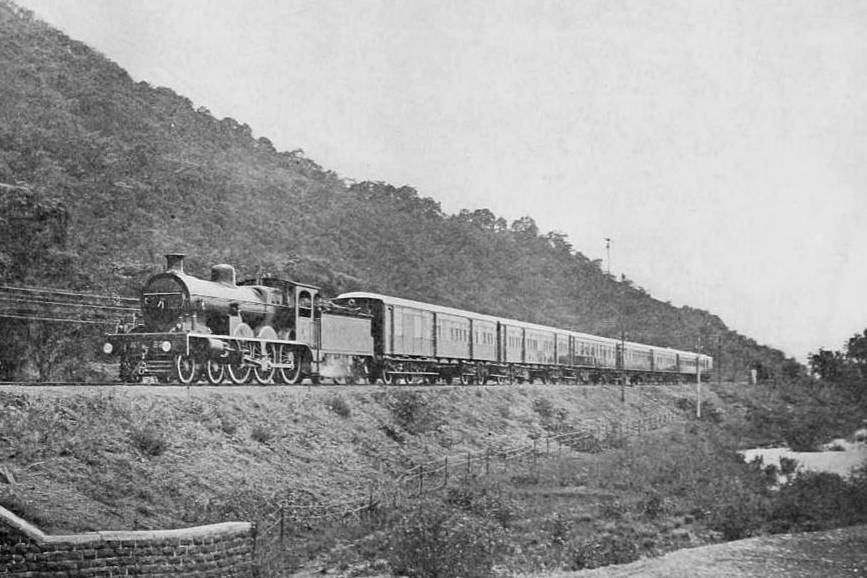
قطار بريد بومباي بونا التابع لشركة GIPR في عام 1907

حكم البريطانيون غرب مهاراشترة كجزء من رئاسة بومباي التي امتدت من كراجي في باكستان الحالية إلى شمال هضبة الدكن، مع وجود العديد من الولاية الأميرية الماراثية التي احتفظت بالحكم الذاتي في مقابل الاعتراف بالسيادة البريطانية. أكبر تلك الولايات الأميرية في الإقليم هي ولاية ناجبور وساتارا وكولهابور؛ ضُمت ساتارا إلى رئاسة بومباي في عام 1848، وضمت ناجبور إلى الراج في عام 1853 لتصبح مقاطعة ناجبور ثم ضمت إلى المقاطعات الوسطى. احتل البريطانيون بيرار، التي كانت جزءًا من دولة حيدر أباد، في عام 1853 وضمتها إلى المقاطعات الوسطى في عام .1903 لكن بقيت منطقة كبيرة من مساحة الولاية الحالية تسمى ماراثوادا تتبع لدولة حيدر آباد طوال الفترة البريطانية. أثر البريطانيون على المنطقة فعدلوا النظام القانوني وبنوا وسائل نقل حديثة تشمل الطرق والسكك الحديدية وأتاحوا التعليم لجمهور الهنود وأنشأوا جامعات غربية النظام تعلم العلوم والتكنولوجيا والطب الغربي ووحدوا اللغة الماراثية، وأدخلوا الطباعة. شارك العديد من الماراثيين منهم قادة في ثورة الهند سنة 1857 على أن معظم المعارك دارت في شمال الهند. بدأ النضال من أجل الاستقلال يتبلور في أواخر القرن التاسع عشر مع ظهور زعماء مثل بال جانجادهار تيلاك والقاضي ماهاديف جوفيند راناد وغوبال كريشنا غوخاله وفيروز شاه ميهتا ودادبهي ناوردجي الذين ذكروا مساوئ ومظالم حكم الشركة. أصبح بي جي خير أول رئيس وزراء للحكومة التي يقودها حزب المؤتمر في رئاسة بومباي ثلاثية اللغة بعد السماح بالانتخابات بموجب قانون حكومة الهند لعام 1935.
دُمجت الولايات الأميرية بعد الاستقلال في ولاية بومباي التي خلفت رئاسة بومباي السابقة في عام 1950. أعاد قانون إعادة تنظيم الولايات في عام 1956 تنظيم الولايات الهندية على أسس لغوية فوسعت ولاية بومباي بإضافة المناطق الناطقة باللغة الماراثية في ماراثوادا (مقاطعة أورانجاباد) من ولاية حيدر أباد السابقة ومنطقة فيداربا من المقاطعات الوسطى وبرار إليها، تنازلت ولاية بومباي عن الجزء الجنوبي منها إلى ميسور. احتج المراثيون تحت راية ساميوكتا مهاراشترة ساميتي في الخمسينيات بشأن كون ولاية بومباي ثنائية اللغة (الماراثية والكجرات) وطالبوا بفصل المناطق الناطقة بالمارثية عنها لإنشاء ولاية عاصمتها مومباي. من أبرز دعاة تلك الحركة كيشافراو جيدهي وإس إم جوشي وشريباد أمريت دانجي وبرالهاد كيشاف أتري وجوبالراو خيدكار. بعد سنوات عديدة من احتجاجات شهدت مقتل 106 محتج والنجاح الانتخابي للحركة في انتخابات عام 1957، قسمت الحكومة المركزية بقيادة رئيس الوزراء جواهر لال نهرو ولاية بومباي إلى ولايتين جديدتين هما مهاراشترة وكجرات في 1 مايو 1960.
تتنازع الولاية مع ولاية كرناتك بشأن منطقة بلجاوم وكروار. فلم ترضى حكومة مهاراشترة عن ترسيم الحدود عام 1957 وقدمت التماسًا إلى وزارة الداخلية الهندية. ادعت مهاراشترة 814 قرية و3 مستوطنات حضرية في بيلاجون وكاروار ونيباني كانت تتبع رئاسة بومباي قبل استقلال البلاد لذا فمن المفترض أن تتبع ولاية مهاراشترة. التماس ولاية مهاراشترة في المحكمة العليا الهندية بشأن ببلجاوم معلق حاليًا.

## الجغرافية
مهاراشترة بمساحتها التي تبلغ 307,713 كـم2 (118,809 ميل2) هي ثالث أكبر ولاية هندية حسب المساحة وتشكل 9.36% من إجمالي مساحة الهند. تقع الولاية بين خط عرض 15 °35' N إلى 22°02' N وخط طول 72°36' E to 80°54' E. تشغل الولاية الجزء الغربي والأوسط من البلاد بخط ساحل طوله 840 كيلومتر (520 ميل) على بحر العرب. السمة الغالبة في تضاريس الولاية هي الهضبة التي تفصلها جبال الغات الغربية التي توازي الساحل من الشمال للجنوب عن ساحل البحر. يبلغ متوسط ارتفاع جبال الغات الغربية (سلسلة ساهيادري) 1200 متر (3900 قدم) وتنحدر الجبال بشكل خفيف نحو الشرق والجنوب الشرقي. تفصل تلال ساتبورا في الشمال وسلاسل جبال بهارماجاد شيرولي جايكوري في الشرق الولاية عن الولايات التي تحيط بها. الأنهار الرئيسية في الولاية هي نهر كريشنا وروافده بهيما وجودافاري وأنهار واينجانجا وتابتي وبورنا.
تنقسم ولاية مهاراشترة إلى خمس مناطق جغرافية الأولى كونكان وهي المنطقة الساحلية الغربية الواقعة بين جبال الغات الغربية والبحر. الثانية منطقة خاندش وهي المنطقة الشمالية الواقعة على وادي نهر تابتي وبورنا، المدن الرئيسية بالمنطقة ناشك وماليغاؤن وجالجاون ودهولي وبهوساوال. والثالثة ديش الواقعة في وسط الولاية. الرابعة ماراثوادا الواقعة في الجزء الجنوبي الشرقي من الولاية، كانت المنطقة جزءًا من دولة حيدر آباد حتى عام 1956. المدينتان الرئيستان بها أورانجاباد ونانديد. الخامسة والأخيرة فيداربا وهي المنطقة الواقعة في أقصى شرق الولاية وكانت جزءًا من المقاطعات الوسطى وبرار.
الأرضي التي تزرع بالري محدودة بالولاية وتربتها منخفضة الخصوبة وتعرض مساحات كبيرة من الولاية لموجات الجفاف المتكررة. لذا فالإنتاجية الزراعية في مهاراشترة منخفضة عمومًا مقارنة بالمتوسط الوطني لإنتاج المحاصيل المختلفة. تقسم مهاراشترة إلى تسع مناطق مناخية زراعية على أساس أنواع التربة ومعدل هطول الأمطار السنوي والنباتات وأنماط المحاصيل.

### المناخ

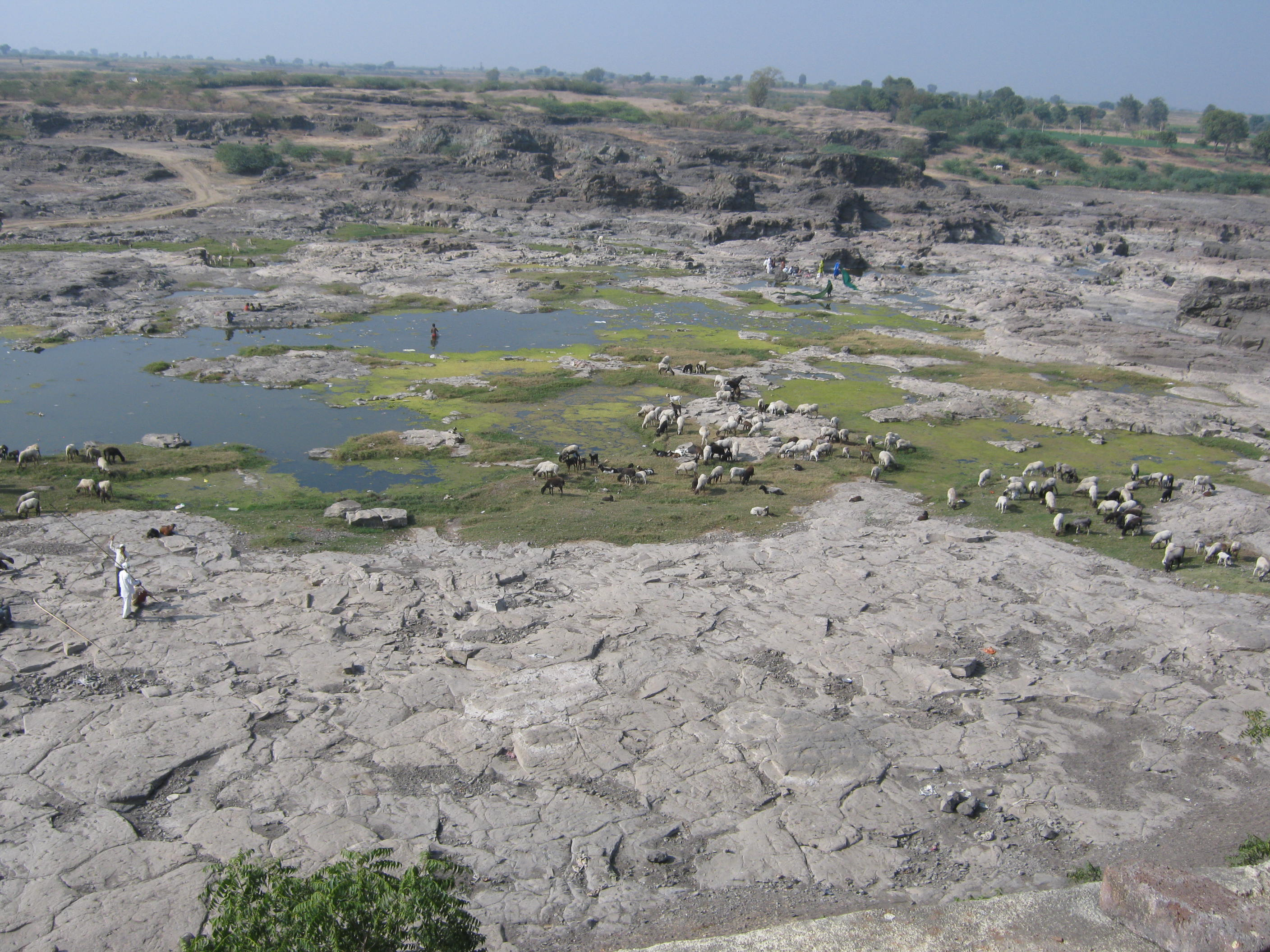
جفاف نهر جودافاري في بونتامبا، منطقة أحمد نجار، بسبب موسم الرياح الموسمية الضعيف

مناخ ولاية مهاراشترة بالإجمال هو مناخ استوائي رطب وقاري ينقسم لثلاث فصول حار وممطر وبارد. مناخ بعض المناطق الداخلية منها مناخ حار شبه قاحل بسبب تأثير ظل مطر جبال الغات الغربية. يبدأ الصيف في مارس وتتزايد فيه الحرارة بشكل مطرد حتى يونيو. ترتفع درجات الحرارة في الصيف في السهول الوسطى إلى ما بين 40 °م أو 104.0 °ف و45 °م أو 113.0 °ف. درجة مئوية. يأتي الشتاء بعد اموسم المطر ويستمر حتى فبراير. يكون المناخ جافًا أكثر في الجانب الشرقي من جبال ساهيادري.
تختلف أنماط هطول الأمطار في الولاية حسب التضاريس فيمكن تقسيم الولاية إلى أربع مناطق جوية وهي كونكان الساحلية وغرب مهاراشترة وماراثوادا وفيداربا. تأتي الرياح الموسمية من الجنوب الغرب في الأسبوع الأخير من شهر يونيو ويستمر الموسم الماطر حتى منتصف سبتمبر. تكثر معدلات هطول الأمطار في شهري يوليو وأغسطس. تأتي بعض الأمطار الغربية في فصل الشتاء. تتلقى منطقة كونكان الساحلية في غرب جبال ساهيادري أمطارًا موسمية غزيرة جدًا بمتوسط سنوي يزيد عن 3000 مليمتر (120 بوصة). لكن تسقط بمعدل 500-700 ملم فقط على بعد 150 كم فقط شرق جبال كونكان بسبب ظل المطر. يوجد في ولاية مهاراشترة العديد من المقاطعات الهندية التي ذكرت لجنة المياه المركزية الهندية أنها معرضة للجفاف (عددها 99). يبلغ متوسط هطول الأمطار السنوي في الولاية 1181 ملم (46.5 بوصة) 75% منها تهطل في موسم الرياح الموسمية. تتلقى منطقة فيداربا الشرقية أمطارًا جيدة في يوليو وأغسطس وسبتمبر تتأتي من خليج البنغال.

### الحياة البرية

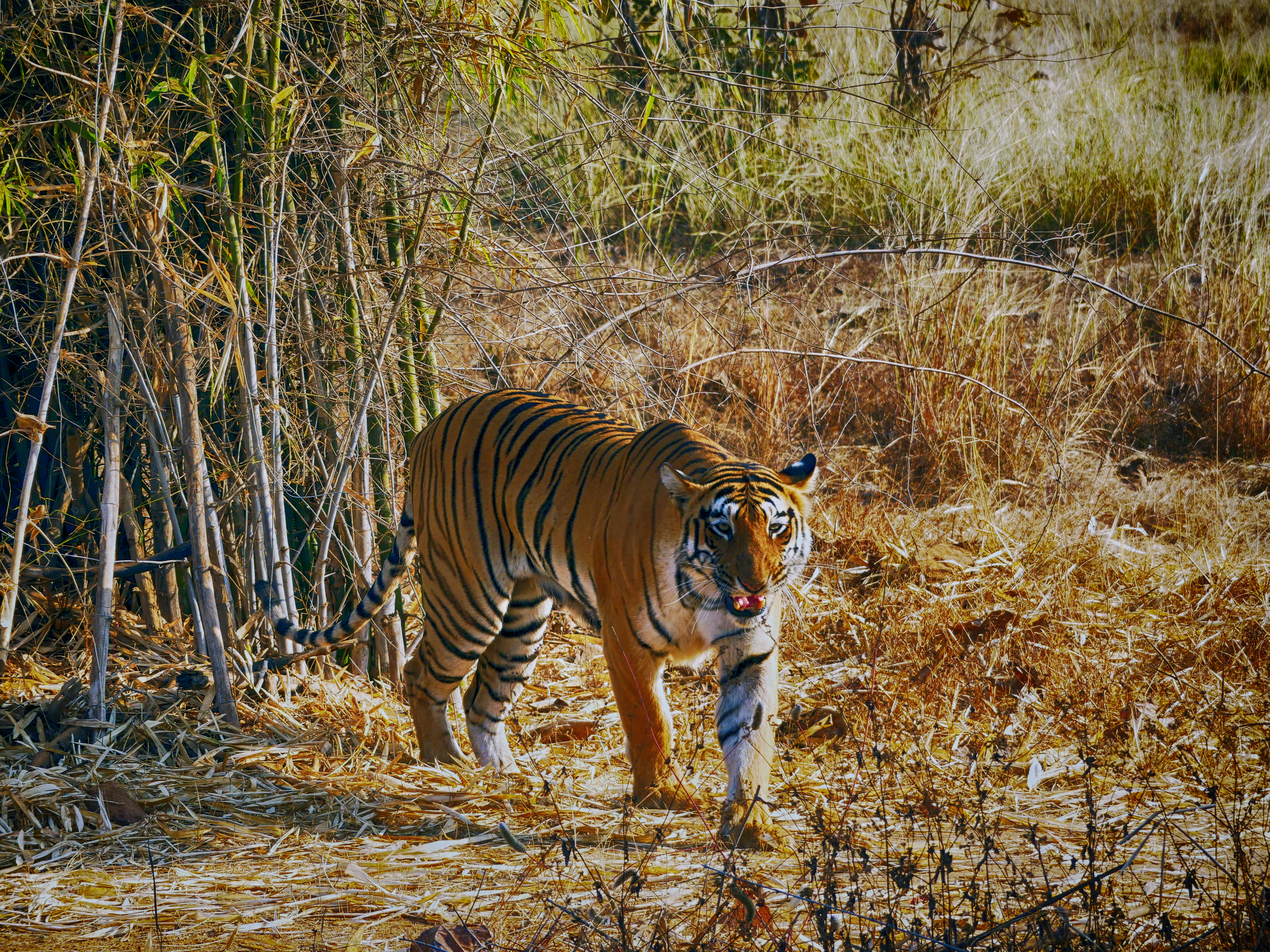
نمر بنغالي في محمية تادوبا أندهاري للنمور

بلغت مساحة الغابات الكثيفة المسجلة في الولاية 61,939 كـم2 (23,915 ميل2) في 2012 وهو ما يمثل حوالي 20.13% من المساحة الجغرافية للولاية. توجد ثلاث مؤسسات غابات عامة رئيسية في ولاية مهاراشترة: إدارة غابات مهاراشترة ومؤسسة تنمية الغابات في مهاراشترة ومديرية الغابات الاجتماعية. الهيئة المخولة لحفظ التنوع البيولوجي في الولاية هو مجلس التنوع البيولوجي لولاية مهاراشترة الذي أنشأته حكومة الولاية في يناير 2012.
تحتل ولاية مهاراشترة المرتبة الثانية بين الولايات الهندية من حيث مساحة الغابات المسجلة، فتبلغ مساحة الغابات المسجلة في الولاية 61,579 ميل2 (159,489 كـم2) منها 49,546 ميل2 (128,324 كـم2) غابات محجوزة و6,733 ميل2 (17,438 كـم2) غابات محمية و5,300 ميل2 (13,727 كـم2) غابات غير مصنفة. استنادًا إلى تفسير بيانات القمر الصناعي IRS Resourcesat-2 LISS III للفترة من أكتوبر 2017 إلى يناير 2018 فإن الولاية بها 8,720.53 ميل2 (22,586 كـم2) من الغابات الكثيفة جدًا و20,572.35 ميل2 (53,282 كـم2) من الغابات متوسطة الكثافة و21,484.68 ميل2 (55,645 كـم2) من الغابات منخفضة الكثافة. يوجد في الولاية خمسة أنواع من الغابات كما في تصنيف Champion and Seth classification:
- الغابات شبه دائمة الخضرة الاستوائية الجنوبية توجد هذه الغابات في جبال الغات الغربية على ارتفاع يتراوح بين 400–1,000 م (1,300–3,300 قدم) تسود في تلك المناطق أشجار أنجاني وهليلج كابلي وكينجال والمانجو.
- الغابات الاستوائية الرطبة متساقطة الأوراق الجنوبية - وهي مزبط من غابات الساج الكبير والغابات الرطبة متساقطة الأوراق. من أنواع الأشجار في هذه الغابات أشجار الساج والساسم والخيزران ورياعة كمونية وساسم عريض الأوراق.[107]
- الغابات الاستوائية الجافة متساقطة الأوراق الجنوبية - تشغل هذه الغابات جزءًا كبيرًا من الولاية. توجد في المناطق التي تنخفض فيها الأمطار في مناطق ماراثوادا وفيداربا وخاندش وغرب مهاراشترة. تنتشر بها أشجار السنط العربي والسدر الهندي.
- توجد الغابات الساحلية وغابات المستنقعات بشكل رئيسي في خور مقاطعتي سيندهودورج وثين في منطقة كونكان الساحلية. في الولاية تنوع حيوي كبيري من أشجار المانغروف فتبلغ مساحات غابات المانغروف 304 كيلومترًا مربعًا (117 ميلًا مربعًا) وفقًا لتقرير حالة الغابات في الهند (ISFR) الصادر عن مسح الغابات في الهند في المناطق الساحلية من الولاية.

أكثر أنواع الحيوانات انتشارًا في الولاية هي القرود والخنازير البرية والببر والنمر والغور ودب كسلان والصمبر والظبي الهندي والأيل الأرقط والمنتجق والطرغولية وزبادة ملقة وابن آوى الذهبي والتفة والقواع. وتوجد أنواع من الزواحف مثل السحالي والعقارب وأنواع الثعابين مثل الناشر والغضوب.
يبلغ طول ساحل الولاية المطل على بحر العرب 720 كيلومترًا (450 ميلًا) فيه أنواع مختلفة من الأسماك والحيوانات البحرية. وجدت هيئة المسح الحيواني الهندية 1527 نوعًا من الحيوانات البحرية منها 581 نوع من الرخويات والعديد من أنواع القشريات مثل السلطعون والروبيان والكركند و289 نوعًا من الأسماك و141 نوعًا من الحلقيات.

## التركيبة السكانية
ذُكر في النتائج المؤقتة للتعداد الوطني لعام 2011 أن ولاية مهاراشترة وقتها كانت أغنى ولاية في الهند وثاني أكثر ولاية من حيث عدد السكان في الهند حيث بلغ عدد سكانها 112,374,333 نسمة. يشكلون 9.28% من سكان الهند، عدد الذكور منهم 58,243,056 والإناث 54,131,277. بلغ إجمالي النمو السكاني 15.99% في عام 2011، انخفاضًا من 22.57% في العقد السابق. ظل معدل النمو السكاني حسب العقد منذ الاستقلال أعلى من المتوسط الوطني (باستثناء عام 1971) حتى انخفض عن المتوسط الوطني في عام 2011. 55% من سكان الولاية ريفيون و45% منهم سكان حضر في تعداد 2011. لم تجر الهند تعداد طبقيًا منذ الاستقلال لكن يُقدر من معلومات تعداد الراج البريطاني عام 1931 أن المراثا والمراثا كونبي يشكلون أكبر طبقة اجتماعية بحوالي 32% من السكان. يوجد في مهاراشترة عدد كبير من سكان الطبقة المتخلفة الأخرى يشكلون 41% من السكان ومن أشهر القبائل ثاكار ووارلي وكونكانا وهالبا. مثلت الطبقات المجدولة 11.8% والقبائل المجدولة الأخرى 8.9% من السكان في تعداد عام 2011. في الولاية أيضًا عددًا كبيرًا من المهاجرين من ولايات أخرى في الهند، بالأخص من ولايات أتر برديش وكجرات وكرناتك يعيشون في منطقة مومباي الحضرية.
بلغت نسبة الجنس 929 أنثى لكل 1000 ذكر في تعداد 2011 وهو أقل من المتوسط الوطني البالغ 943. بلغت كثافة ولاية مهاراشترة 365 نسمة لكل كيلومتر مربع وهو أقل من المتوسط الوطني البالغ 382 لكل كيلومتر مربع. يبلغ معدل الإلمام بالقراءة والكتابة 83.2% وهو أعلى من المعدل الوطني البالغ 74.04%. معدل إلمام القراءة للذكور 89.82% وللإناث 75.48%.

### الدين
الدين في مهاراشترا (2011)
الهندوسية هي ديانة الأغلبية بنسبة 79.8% من إجمالي السكان كما ذكر في تعداد 2011 يتبعهم المسلمون الذي يشكلون 11.5%. يوجد في الولاية أكبر عدد من البوذيين في الهند بنسبة 5.8% أي من إجمالي سكان الولاية أي 6،531،200 شخص يشكلون 77.36% من بوذيي الهند. شكل السيخ 0.2% والمسيحيون 1.0% والجاينيون 1.2%.
يوجد في الولاية وخاصة مدينة مومباي 5000 يهودي هم في الغالب من بني إسرائيل ويهود بغداد. وحوالي 44,000 بارسي زرادشتي.

### اللغات
لغات مهاراشترا (2011)
اللغة الماراثية هي اللغة الرسمية مع وجود مناطق بها لهجاتها الخاصة. يتحدث معظم الناس لغات إقليمية مصنفة على أنها لهجات من اللغة الماراثية في التعداد. فيتحدث بلغات بواري ولودهي وفارهادي في منطقة فيداربا ويتحدث بلغة دانجي بالقرب من الحدود مع ولاية كجرات ويتحدث بلغة بهيل في جميع الجزء الشمالي الغربي من الولاية ويتحدث بلغة خانديشي (المعروفة محليًا باسم أهيراني) في منطقة خاديش. يتحدث بلغة داخيني الأردية بكثرة في منطقتي ديش وماراثوادا على أن كثيرًا منهم يتحدثون ثنائي اللغة يتحدثون لغة داخيني والماراثية.
يشكل متحدثي الماراثية الأغلبية في جميع مقاطعات مهاراشترة باستثناء منطقة ناندوربار التي يشكل فيها متحدثي البهيلية 45%. أعلى نسبة من المتحدثين بلغة خانديشي توجد في منطقة دهولي (29%) وأعلى نسبة من المتحدثين بلغة غوندي توجد في منطقة جادشيرولي (24%).
توجد أعلى نسب المتحدثين باللغة الهندية في المناطق الحضرية خاصة في مومباي وضواحيها فتعد الهندية اللغة الأم لأكثر من ربع السكان، كما يوجد متحدثي بالهندية في مدينتي بوني وناجبور. تنتشر اللغتان الكجراتية والأردية في مومباي فيتحدث بهما حوالي 10% من السكان. ويتحدث مسلمو الولاية اللغة الأردية ولهجتها الداخنية.
يتحدث سكان منطقة مومباي الحضرية العديد من اللغات مثل التيلغوية والتاميلية والكونكانية والكانادية والسندية والبنجابية والبنغالية والتولو بسبب كونها وجهة للهجرة.

### المدن الكبرى
| المدن والبلدات الكبرى في مهارشترا تعداد 2011 | المدن والبلدات الكبرى في مهارشترا تعداد 2011 | المدن والبلدات الكبرى في مهارشترا تعداد 2011 | المدن والبلدات الكبرى في مهارشترا تعداد 2011 | المدن والبلدات الكبرى في مهارشترا تعداد 2011 | المدن والبلدات الكبرى في مهارشترا تعداد 2011 | المدن والبلدات الكبرى في مهارشترا تعداد 2011 | المدن والبلدات الكبرى في مهارشترا تعداد 2011      | المدن والبلدات الكبرى في مهارشترا تعداد 2011 | المدن والبلدات الكبرى في مهارشترا تعداد 2011 |
|                                              | الترتيب                                      |                                              | Administrative division                      | السكان                                       | الترتيب                                      |                                              | [[{{{اسم التقسيم}}} مهارشترا\|{{{اسم التقسيم}}}]] | السكان                                       |                                              |
| -------------------------------------------- | -------------------------------------------- | -------------------------------------------- | -------------------------------------------- | -------------------------------------------- | -------------------------------------------- | -------------------------------------------- | ------------------------------------------------- | -------------------------------------------- | -------------------------------------------- |
| مومباي بونه                                  | 1                                            | مومباي                                       | Mumbai City district                         | 18,414,288                                   | 11                                           | كولهابور                                     | كولهابور                                          | 660,861                                      | ناغبور ناشك                                  |
| مومباي بونه                                  | 2                                            | بونه                                         | بيون                                         | 5,049,968                                    | 12                                           | سنغالي                                       | سنغالي                                            | 650,000                                      | ناغبور ناشك                                  |
| مومباي بونه                                  | 3                                            | ناغبور                                       | ناغبور                                       | 2,497,777                                    |                                              |                                              |                                                   |                                              | ناغبور ناشك                                  |
| مومباي بونه                                  | 4                                            | ناشك                                         | ناشك                                         | 2,362,769                                    |                                              |                                              |                                                   |                                              | ناغبور ناشك                                  |
| مومباي بونه                                  | 5                                            | ثين                                          | ثين                                          | 1,886,941                                    |                                              |                                              |                                                   |                                              | ناغبور ناشك                                  |
| مومباي بونه                                  | 6                                            | أورنك آباد                                   | Aurangabad                                   | 1,189,376                                    |                                              |                                              |                                                   |                                              | ناغبور ناشك                                  |
| مومباي بونه                                  | 7                                            | سولابور                                      | سولابور                                      | 951,118                                      |                                              |                                              |                                                   |                                              | ناغبور ناشك                                  |
| مومباي بونه                                  | 8                                            | أمرافاتي                                     | أمرافاتي                                     | 846,801                                      |                                              |                                              |                                                   |                                              | ناغبور ناشك                                  |
| مومباي بونه                                  | 9                                            | جالجاون                                      | جالجاون                                      | 737,411                                      |                                              |                                              |                                                   |                                              | ناغبور ناشك                                  |
| مومباي بونه                                  | 10                                           | Nanded                                       | نانديد                                       | 550,564                                      |                                              |                                              |                                                   |                                              | ناغبور ناشك                                  |

## الحكومة والإدارة

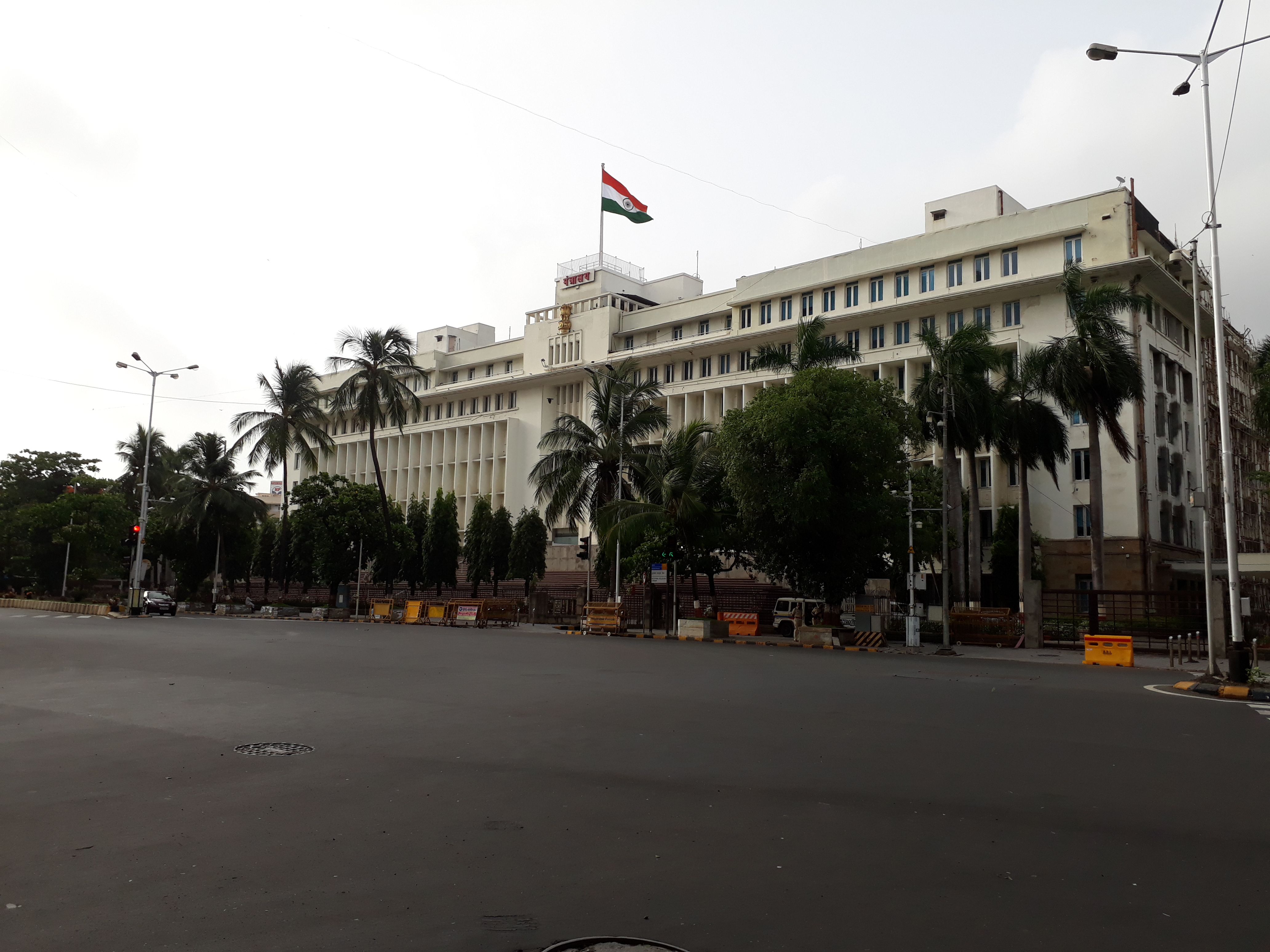
مانترالايا المقر الإداري لحكومة ولاية مهاراشترة في جنوب مومباي

النظام السياسي في الولاية هو نظام برلماني ديمقراطي تمثيلي مثل باقي الولايات الهندية الأخرى. مهاراشترة هي واحدة من الولايات الست في الهند التي يكون فيها المجلس التشريعي للولاية ثنائي المجلس ويضم فيدهان سابها (الجمعية التشريعية) وفيدهان باريشاد (المجلس التشريعي). تتكون الهيئة التشريعية من 288 عضو ينتخبون لمدة خمس سنوات ما لم تحل الجمعية قبل اكتمال مدتها. أما المجلس التشريعي هو هيئة دائمة مكونة من 78 عضو يتقاعد ثلثهم (33 عضوًا) كل عامين. مهاراشترة هي ثاني أهم ولاية من حيث التمثيل السياسي في مجلس النواب بـ 48 مقعدًا، بعد ولاية أتر برديش التي يخرج منها 80 عضو في مجلس النواب. كما تمتلك مهاراشترة 19 مقعدًا في مجلس الشيوخ أي الغرفة العليا من البرلمان الهندي.

يتولى الحاكم رئاسة الولاية بموجب الدستور ويعينه رئيس الهند لمدة خمس سنوات. ويعين الحاكم زعيم الحزب أو الائتلاف الحاصل على الأغلبية في الجمعية التشريعية رئيسًا للوزراء ويعين مجلس الوزراء بناءً على مشورة رئيس الوزراء. منصب الحاكم هو منصب شرفي ويكون رئيس الوزراء ومجلسه مسؤولين عن الوظائف الحكومية اليومية. يدير ضابط الغابات، الذي ينتمي إلى خدمة الغابات الهندية، الغابات والبيئة والحياة البرية في المقاطعة بمساعدة ضباط خدمة غابات مهاراشترة.

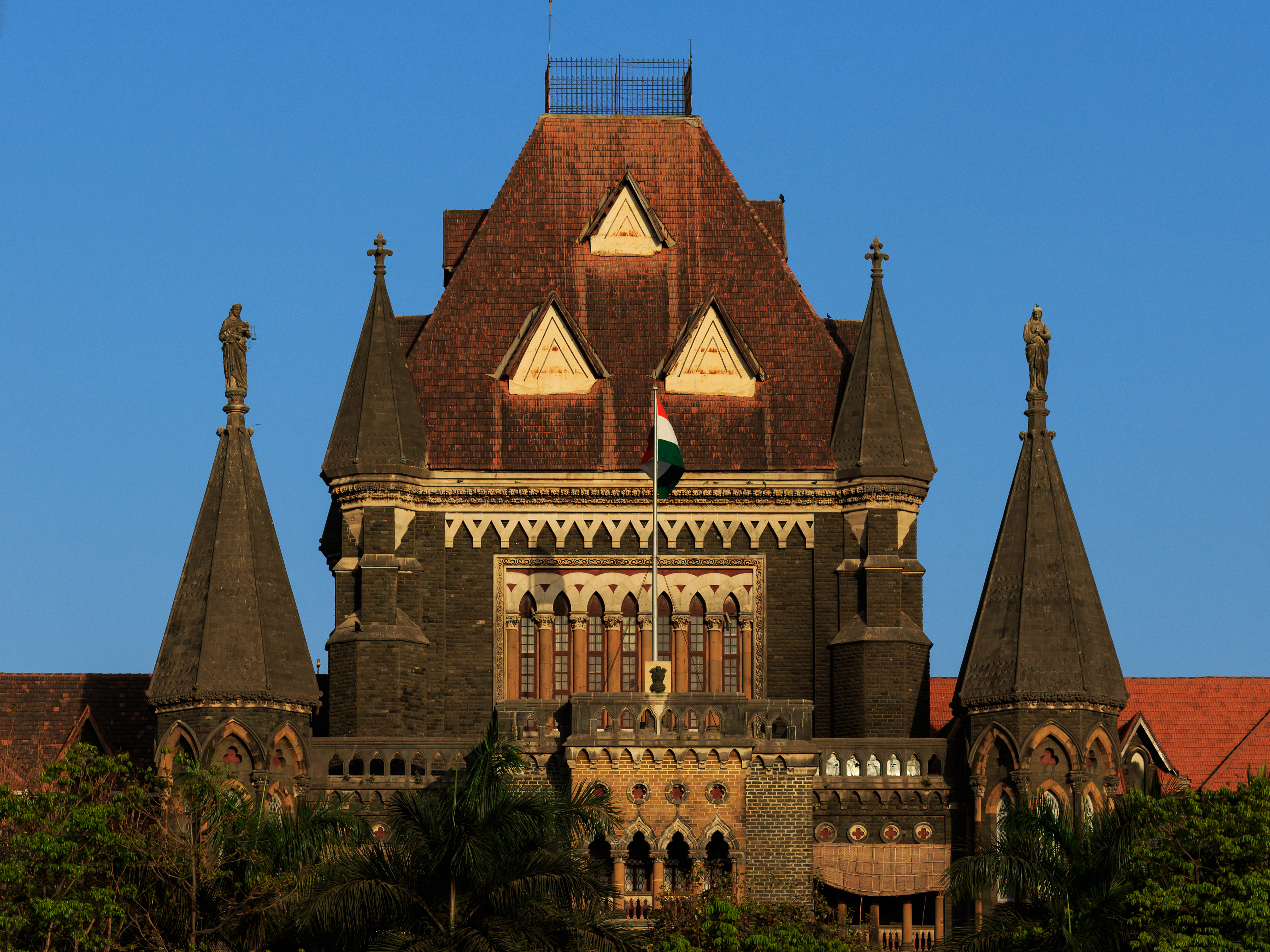
محكمة بومباي العليا إحدى أقدم المحاكم العليا في الهند

تقع السلطة القضائية في الولاية على عاتق محكمة مهاراشترة العليا (محكمة بومباي العليا) والمحاكم الجزئية ومحاكم المقاطعات والمحاكم الدنيا وقضاة التعلقة. يوجد فروع للمحكمة العليا في ناغبور وأورنك آباد وكولهابور في مهاراشترة وبانجيم عاصمة غوا. يعين رئيس الهند رئيس قضاة المحكمة العليا في مهاراشترة بناءً على مشورة رئيس قضاة المحكمة العليا الهندية وحاكم مهاراشترة. يعين رئيس قضاة المحكمة العليا القضاة الآخرين في الولاية. يوجد بالولاية الخدمة القضائية التابعة. تنقسم السلطة القضائية الفرعية أو المحاكم الجزئية إلى قسمين: الخدمات القضائية المدنية في مهاراشترة والخدمة القضائية العليا. يرأس الخدمة القضائية الفرعية قاضي المقاطعة.

## السياسة
يشيع في مهاراشترة مثل باقي الولايات الهندية الأخرى ظاهرة العائلات السياسية (خلافة أفراد أسرة بعضهم البعض في رئاسة الأحزاب). تُرى الظاهرة الأسرية على المستوى الوطني إلى مستوى المقاطعة وحتى مستوى القرية. تسيطر العائلات السياسية أيضًا على المؤسسات التعاونية، وخاصة مصانع السكر التعاونية والبنوك التعاونية المحلية في الولاية. فخرج العديد من قادة حزب بهاراتيا جاناتا من هذه العائلات. لكن يرى الموضوع بوضوح أكبر في حزب المؤتمر الوطني.
هيمن حزب المؤتمر على سياسة الولاية في السنوات الأولى من إنشائها فبرز منه ياشوانتراو تشافان وفاسانتادا باتيل وفاسانتراو نايك وشانكاراو تشافان وشاراد باوار الذي بدأ حياته السياسية في حزب المؤتمر وبزر على ساحة الولاية والساحة الوطنية لأكثر من أربعين عامًا. انقسم حزب المؤتمر مرتين وقت ظهوره السياسى مما سبب عواقب وخيمة على الحزب الوطني، الذي استمر بروزه حتى عام 1995 عندما فاز حزب شيف سينا وحزب بهاراتيا جاناتا فوزًا ساحقًا في انتخابات الولاية وشكلوا حكومة ائتلافية.
أسس شاراد باوار حزب المؤتمر الوطني في عام 1999 وتحالف مع حزب المؤتمر ففازوا على تحالف حزب بهاراتيا جاناتا وشيف سينا وحكموا الولاية لمدة خمسة عشر عامًا حتى سبتمبر 2014. أخر من حكم من تحالف المؤتمر الوطني بريثفيراج تشافان. انهار التحالف بين حزب المؤتمر الوطني وحزب المؤتمر والتحالف بين حزب بهاراتيا جاناتا وشيف سينا في انتخابات 2014 بسبب الاختلاف على تقسيم المقاعد، في النهاية فاز حزب بهاراتيا جاناتا بأكبر عدد من المقاعد بحصوله على 122 مقعدًا. شكل حزب بهاراتيا جاناتا في البداية حكومة أقلية بقيادة ديفيندرا فادنافيس ودخل حزب شيف سينا الحكومة بعد شهرين ليوفر أغلبية مريحة لحكومة بهاراتيا جاناتا. حصل تحالف حزب بهاراتيا جاناتا وشيف سينا على 41 مقعدًا من أصل 48 مقعدًا للولاية في الانتخابات العامة الهندية 2019. خاض تحالف حزب بهاراتيا جاناتا وشيف سينا انتخابات الجمعية التشريعية للولاية في عام 2019 لكن التحالف انهار بعد الانتخابات بسبب الاختلاف على منصب رئيس الوزراء. شكل أودهاف ثاكيراي من شيف سينا ائتلافًا بديلًا تحت قيادته مع خصومه السابقين من حزب المؤتمر الوطني والمؤتمر الوطني الهندي والعديد من الأعضاء المستقلين في الجمعية التشريعية. شغل ثاكيراي منصب رئيس وزراء ولاية مهاراشترة التاسع عشر في ائتلاف ماها فيكاس أغادي حتى يونيو 2022.
انضم إكناث شيندي، أحد كبار زعماء حزب شيف سينا، وأغلبية أعضاء المجلس التشريعي من حزب شيف سينا في أواهر يونيو 2022 إلى حزب بهاراتيا جاناتا. دعا الحاكم بهاجات سينغ كوشياري إلى التصويت لسحب الثقة، وهو الإجراء الذي وصفته المحكمة العليا الهندية بأنه "مشهد حزين"، وأثار انتقادات من المراقبين السياسيين. استقال أودهاف ثاكيراي من منصب رئيس الوزراء ومقعده في المجلس التشريعي قبل اقتراح حجب الثقة في 29 يونيو .2022 شكل شيندي لاحقًا ائتلافًا جديدًا مع حزب بهاراتيا جاناتا وأدى اليمين الدستورية رئيسًا للوزراء في 30 يونيو 2022، مع نائبه ديفيندرا فادنافيس من حزب بهارتيا جاناتا. رفع أودهاف ثاكيراي دعوى قضائية في المحكمة العليا في الهند مدعيًا أن تصرفات إكناث شيندي ومجموعته تعني استبعادهم بموجب قانون مكافحة الانشقاق، رد إكناث شيندي وادعى أنه لم ينشق بل يمثل حزب شيف سينا الحقيقي. قضت هيئة المحكمة الدستورية المكونة من خمسة قضاة في المحكمة العليا في مايو 2023 بأن حاكم ولاية مهاراشترة ورئيس الجمعية خالفًا للقانون. قالت المحكمة إنها لا تستطيع أن تأمر بإعادة حكومة أودهاف ثاكيراي لأن ثاكيراي استقال قبل اقتراح سحب الثقة. كما طلبت المحكمة العليا من رئيس الجمعية اتخاذ قرار بشأن مسألة استبعاد 16 عضوًا في المجلس التشريعي منهم رئيس الوزراء إكناث شيندي. تنظر المحكمة العليا حاليًا في قضية اتخاذ القرار بشأن الفصيل الذي يحق له استخدام اسم ورمز شيف سينا.
انضم زعيم حزب المؤتمر الوطني أجيت باوار وعدد من أعضاء الجمعية التشريعية من حزبه إلى حكومة شيف سينا حزب بهاراتيا جاناتا بقيادة إكناث شيندي في يوليو 2023. أدان شاراد باوار، مؤسس حزب المؤتمر الوطني، هذه الخطوة وطرد الفاعلين من الحزب. ادعى أجيت باوار دعم غالبية المشرعين في الحزب له وادعى أن له الحق في رمز انتخابات حزب المؤتمر الوطني في الانتخابات الهندية.

### التقسيم الإداري
تتكون من ستة أقسام إدارية:
1. أمرافاتي
2. اورنجاباد
3. كونكان
4. ناجبور
5. ناشيك
6. بوني

أقسام ولاية مهاراشترة ومقاطعاتها الخاصة (مع مقاطعة بالغار التي تشكلت في عام 2014 من الجزء الشمالي من مقاطعة ثين)

تنقسم أقسام الولاية الستة إلى 36 مقاطعة و109 قسم فرعي و358 منطقة.
يحكم المنطقة جامع منطقة أو قاضي تعينه الخدمة الإدارية الهندية أو الخدمة المدنية في مهراشترا. يحكم الأقسام الفرعية قضاة الأقسام الفرعية، وتنقسم الأقسام الفرعية إلى كتل. تتكون الكتلة من البانشيات (مجالس القرى) والبلديات. يوجد تقسيم تعلقة وهي بانشيات متوسطة المستوى بين زيلا باريشاد (مجالس المقاطعات) على مستوى المقاطعة وجرام بانشيات (مجالس القرى) ذات المستوى الأدنى. هناك 27 هيئة بلدية في ولاية مهاراشترة.

## الاقتصاد
| الناتج المحلي الصافي للدولة بالأسعار الجارية (2004-2005) الأرقام بكرور الروبيات الهندية |                                                    |
| السنة                                                                                   | الناتج المحلي الإجمالي                             |
| 2004–2005                                                                               | 3.683 ترليون روبية هندية (61 مليار دولار أمريكي)   |
| 2005–2006                                                                               | 4.335 ترليون روبية هندية (72 مليار دولار أمريكي)   |
| 2006–2007                                                                               | 5.241 ترليون روبية هندية (87 مليار دولار أمريكي)   |
| 2007–2008                                                                               | 6.140 ترليون روبية هندية (100 مليار دولار أمريكي)  |
| 2008–2009                                                                               | 6.996 ترليون روبية هندية (120 مليار دولار أمريكي)  |
| 2009–2010                                                                               | 8.178 ترليون روبية هندية (140 مليار دولار أمريكي)  |
| 2013–2014                                                                               | 15.101 ترليون روبية هندية (250 مليار دولار أمريكي) |
| 2014–2015                                                                               | 16.866 ترليون روبية هندية (280 مليار دولار أمريكي) |
| 2021-2022                                                                               | 31.441 ترليون روبية هندية (520 مليار دولار أمريكي) |
| 2022-2023                                                                               | 36.458 ترليون روبية هندية (610 مليار دولار أمريكي) |
| 2023-2024                                                                               | 40.441 ترليون روبية هندية (670 مليار دولار أمريكي) |

يعتمد اقتصاد ولاية مهاراشترة على التصنيع والتجارة الدولية ووسائل الإعلام (التلفزيون والأفلام السينمائية وألعاب الفيديو والموسيقى المسجلة) والفضاء والتكنولوجيا والبترول والأزياء والملابس والسياحة. القطاع الصناعي مزدهر بالولاية وله مكانة رائدة في الهند. تعد الولاية رائدة في الصناعات الصغيرة. تضم مومباي، عاصمة الولاية والعاصمة المالية للهند، المقر الرئيسي لمعظم المؤسسات المالية والشركات الكبرى. في ولاية مهاراشترة أكبر نسبة من دافعي الضرائب في الهند وتتعامل أسواق أسهمها مع ما يقرب من 70% من أسهم البلاد.
يهيمن قطاع الخدمات على اقتصاد ولاية مهاراشترة، فيمثل 61.4% من القيمة المضافة و69.3% من قيمة الناتج المحلي الإجمالي للولاية. كان دخل الفرد في الولاية في عام 2014 أعلى بنسبة 40% من متوسط الهند في نفس العام. يُقدر الناتج المحلي الإجمالي للولاية بالأسعار الحالية لعام 2021-2022 بنحو 420 مليار دولار أي 14.2% من الناتج المحلي الإجمالي الهندي. يساهم قطاع الزراعة والأنشطة المرتبطة به بنسبة 13.2 في دخل الولاية. بلغ الفائض في الإيرادات 1524.9 مليون روبية (24 مليون دولار أمريكي) في عام 2012 بإجمالي إيرادات بلغ 1,367,117 مليون روبية (22 مليار دولار أمريكي) وإنفاق بلغ 1,365,592.1 مليون روبية (22 مليار دولار أمريكي).

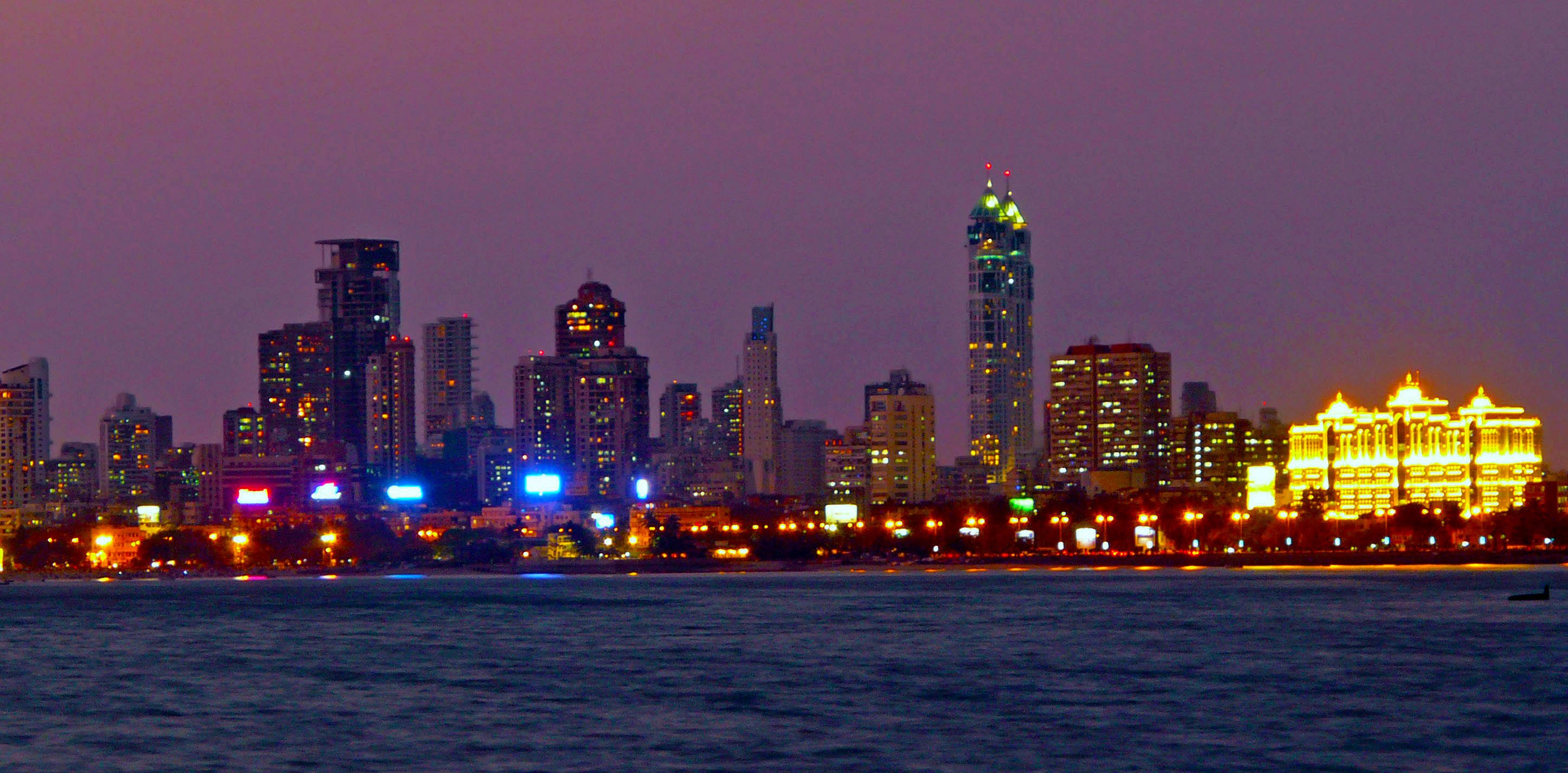
تعد مدينة مومباي مساهمًا رئيسيًا في اقتصاد ولاية مهاراشترة.

تساهم ولاية مهاراشترة بنسبة 25% من الناتج الصناعي للبلاد وهي الولاية الأكثر مديونية في البلاد. يتركز النشاط الصناعي في الولاية في سبع مناطق: مدينة مومباي وضواحي مومباي ومنطقة ثين أورنك آباد ومنطقة بيون ومنطقة ناجبور ومنطقة ناشيك. تساهم مومباي بأكبر نسبة في الناتج المحلي الإجمالي (19.5%)، وتساهم كل من مقاطعتي ثين وبوني بنفس النسبة تقريبًا في قطاع الصناعة لكن تمتاز مقاطعة بيون أكثر في قطاع الزراعة والأنشطة ذات الصلة، وتمتاز مقاطعة ثين أكثر في قطاع الخدمات. تشارك مقاطعة ناشيك بأعلى نسبة في قطاع الزراعة والأنشطة ذات الصلة لكنها متأخرة في قطاعي الصناعة والخدمات مقارنة بمنطقتي ثين وبيون. تشمل الصناعات في ولاية مهاراشترة الكيماويات والمنتجات الكيميائية (17.6%) والأغذية والمنتجات الغذائية (16.1%) ومنتجات البترول المكررة (12.9%) والآلات والمعدات (8%) والمنسوجات (6.9%) والتعدين (5.8%) والمركبات الآلية (4.7%) والأثاث (4.3%).، الولاية مركز لأكبر شركات القطاع العام الهندي مثل شركة هندوستان بتروليوم كوربوريشن ومجموعة تاتا بيتروداين وأويل إنديا المحدودة. يوجد ما يقرب من 25% من أكبر 500 شركة في قطاع تكنولوجيا المعلومات في الولاية وتمثل الولاية 28% من صادرات البرمجيات في الهند.
تعد الولاية ومدينة مومباي مركزًا بارزًا لصناعة الترفيه الهندية، فصورت فيها العديد من الأفلام والمسلسلات التلفزيونية. تعد مومباي أكبر مركز لإنتاج الأفلام والتلفزيون وينتج فيها ثلث الأفلام الهندية. تقدر إنتاجات بوليوود بملايين الدولارات فتصل تكلفة أغلبها إلى 1.5 مليار روبية (18 مليون دولار أمريكي). كانت كولهابور سابقًا مركز السينما المارثية لكنها انتقلت الآن في مومباي.
تضم الولاية مؤسسات مالية مهمة مثل بنك الاحتياطي الهندي وسوق الأوراق المالية الوطنية الهندية والبورصة الوطنية الهندية وهيئة الأوراق المالية والبورصة الهندية والمقار الرئيسية للعديد من الشركات الهندية والشركات المتعددة الجنسيات. كما أنها مركز لبعض المراكز البحثية مثل BARC وشركة الطاقة النووية الهندية وIREL ومؤسسة تاته للبحوث الأساسية وAERB وهيئة الطاقة الذرية الهندية ووزارة الطاقة الذرية.

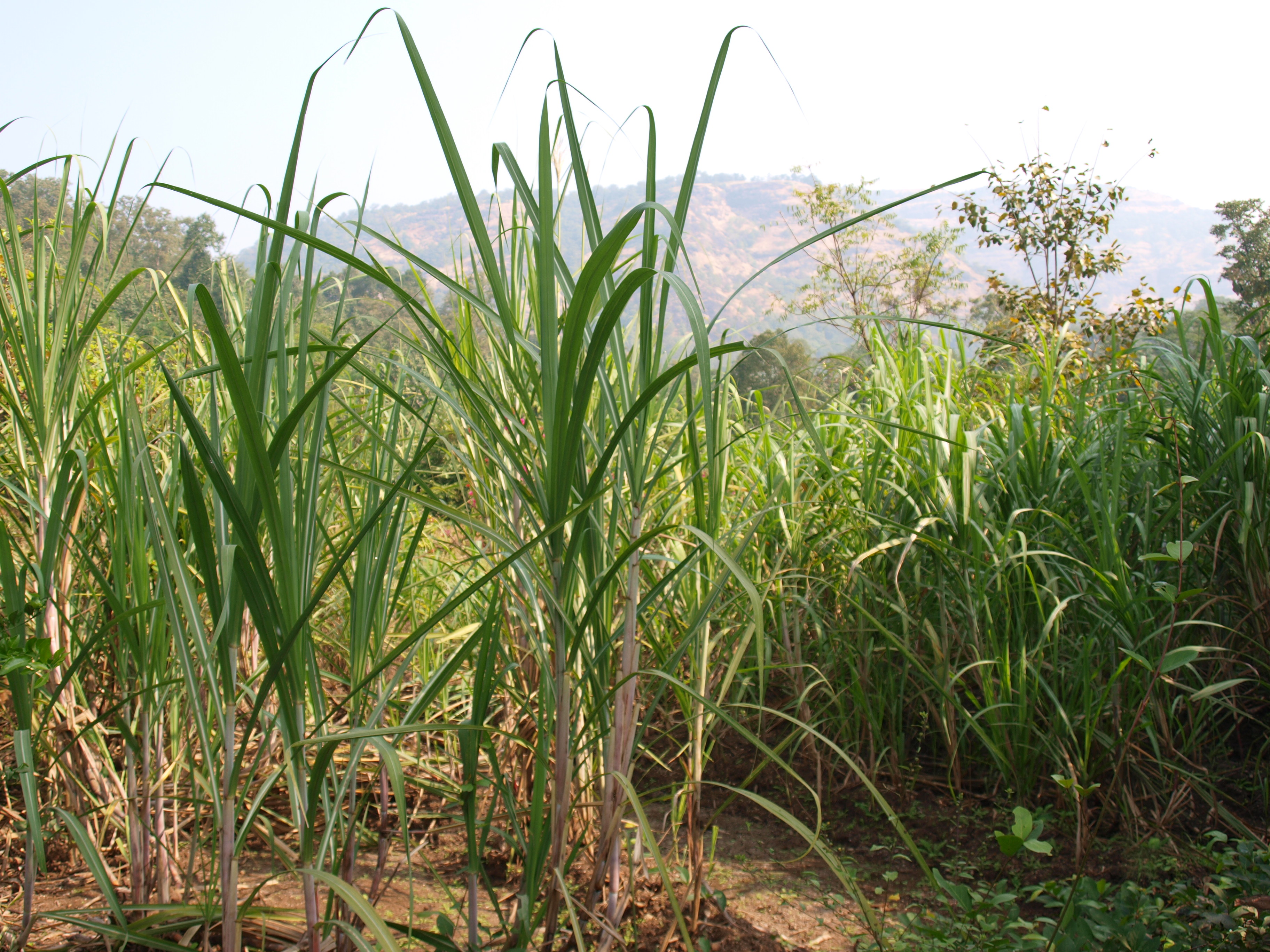
مزارع قصب السكر. قطاع زراعة هو ثاني أهم قطاع بالولاية بعد قطاع الخدمات.

للزراعة والصناعات المرتبطة بها دور هام في اقتصاد الولاية حيث أن أكثر من نصف سكانها ريفيون. المحاصيل النقدية المهمة فيها قصب السكر والقطن والبذور الزيتية والتبغ والفواكه والخضروات والتوابل مثل الكركم. كانت مهاراشترة رائدة في الجمعيات التعاونية الزراعية بعد الاستقلال، فقد كانت جزءًا لا يتجزأ من رؤية حزب المؤتمر الهندي الحاكم آنذاك "للتنمية الريفية بمبادرة محلية"، فمنحت التعاونيات السكرية وضعًا "خاصًا" وعملت الحكومةزكجهة معنية وضامنة ومنظم للتعاونيات. تلعب التعاونيات دورًا هامًا في صناعات الألبان والقطن والأسمدة.
كان هناك 9053 مكتبًا مصرفيًا في الولاية في 2012 منها حوالي 26% في المناطق الريفية و54% في المناطق الحضرية. يوجد في ولاية مهاراشترة نظام تمويل متناهي الصغر يغطي مجموعة متنوعة من الأدوات المالية، مثل الإقراض والادخار والتأمين على الحياة والتأمين على المحاصيل. توجد أكبر ثلاثة بنوك مصرفية تعاونية في الهند في ولاية مهاراشترة.

## النقل

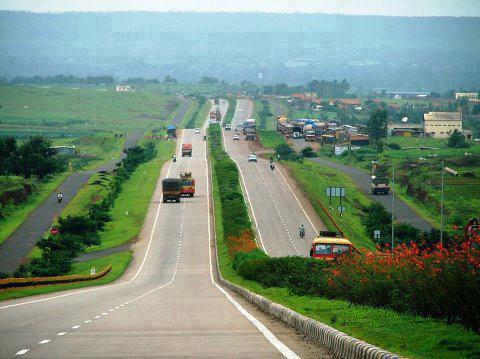
طريق مومباي ناشيك السريع

يوجد في الولاية نظام نقل كبير متعدد الوسائط وأكبر شبكة طرق في الهند. بلغ طول طرق في الولاية 267,452 كـم (166,187 ميل)
في عام 2011؛ طول الطرق السريعة الوطنية منها 4,176 كـم (2,595 ميل)، والطرق الولاية السريعة 3,700 كـم (2,300 ميل). توفر شركة النقل البري لولاية مهاراشترة خدمة النقل العام في الولاية ومع الولايات الأخرى. تتراوح السرعة المتوسطة على الطرق السريعة بين 50-60 كم/ساعة (31-37 ميلاً في الساعة) بسبب الازدحام المروري وتصل إلى 25-30 كم/ساعة (16-19 ميلاً في الساعة) في القرى.
انطلق أول قطار ركاب في الهند من مومباي إلى ثين في 16 أبريل 1853. تقع خطوط حديد الولاية ضمن مناطق السكك الحديدية المركزية والسكك الحديدية الغربية والسكك الحديدية الجنوبية المركزية والسكك الحديدية الجنوبية الشرقية، تتمركز الأولى في محطة قطار جاتراباتى شيواجى والثانية في تشرش جيت والاثنان في مومباي وأيضا يوجد المقر الرئيسي لسكة حديد كونكان في نافي مومباي. يربط قطار مومباي راجداني إكسبريس السريع العاصمة الهندية نيودلهي بمومباي. عد محطتي ثين وشاتراباتي شيفاجي من أكثر محطات السكك الحديدية ازدحامًا في الهند.
أما النقل البحري فيوجد بالولاية ميناءان رئيسيان، ميناء مومباي وميناء جواهر لال نهرو في منطقة مومباي، اللذان تديرهما حكومة الهند. يوجد حوالي 48 ميناء صغير أخر في الولاية.
أكبر مطار بالولاية مطار تشاتراباتي شيفاجي الدولي (المعروف سابقًا باسم مطار بومباي الدولي) والمطارات الدولية الأربعة الأخرى هي مطار بوني الدولي ومطار د. باباصاحب أمبيدكار الدولي في ناغبور ومطار ناشيك ومطار شيردى وتوجد أربع مطارات محلية هي مطار أورانجاباد ومطار كولهابور ومطار جالجاون ومطار نانديد. توجد مطارات صغيرة في أكولا وأمرافاتي وتشاندرابور وراتناجيري وسولابور. تشغل هيئة مطارات الهند معظم مطارات الولاية وتدير شركة Reliance Airport Developers (RADPL) حاليًا خمسة مطارات غير مترو في لاتور ونانديد وباراماتي وعثمان أباد ويافاتمال بموجب عقد إيجار لمدة 95 عامًا. تأسست شركة تطوير مطارات مهاراشترة ( MADC) في عام 2002 لتولي مهمة تطوير مطارات الولاية التي لا تشغلها هيئة مطارات الهند أو شركة التنمية الصناعية في مهاراشترة، تلعب الشركة دورًا رائدًا في تخطيط وتنفيذ مشروع مركز الشحن الدولي متعدد الوسائط في ناغبور.

## التعليم

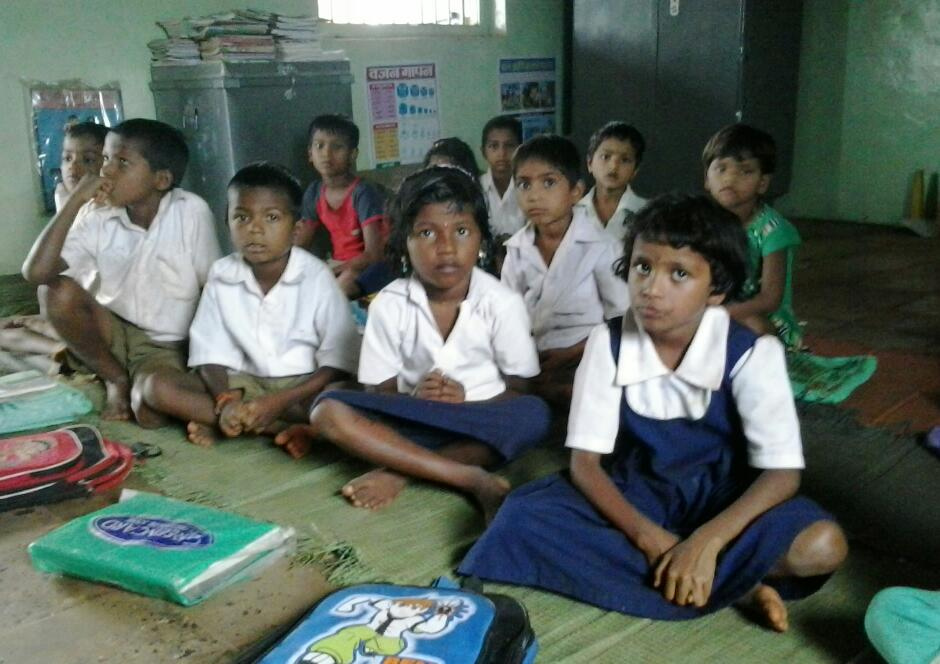
طلاب في مدرسة ابتدائية تديرها الدولة في منطقة رايجاد

بلغ معدل الإلمام بالقراءة والكتابة للذكور 88.38% والإناث 75.87% في تعداد 2011.
اشتهرت مناطق ولاية مهاراشترة الحالية بدورها الرائد في تطوير نظام التعليم الحديث في الهند. ساهم المبشر الاسكتلندي جون ويلسون والبعثة الماراثية الأمريكية والقوميون الهنود مثل فاسوديف بالوانت فادكي وبال جانجادهار تيلاك والمصلحون الاجتماعيون مثل جيوتيراو فوليه ودوندو كيشاف كارفي وبهاوراو باتيل في إنشاء المدارس والكليات الحديثة خلال الحقبة الاستعمارية البريطانية. أنشئ في الولاية جامعة شريماتي ناثيباي دامودار ثاكيرسي للنساء أقدم كلية للفنون الليبرالية للنساء في جنوب آسيا في عام 1916. تعد كلية الهندسة في بوني التي تأسست عام 1854 ثالث أقدم كلية في آسيا. تأسست كلية ناغبور الحكومية للفنون التطبيقية في عام 1914، وهي واحدة من أقدم الكليات الفنية في الهند. أنشئت معظم الكليات الخاصة والدينية في الثلاثين عامًا الماضية بعد أن حررت حكومة ولاية فاسانتادا باتيل قطاع التعليم في عام 1982.

### التعليم العالي

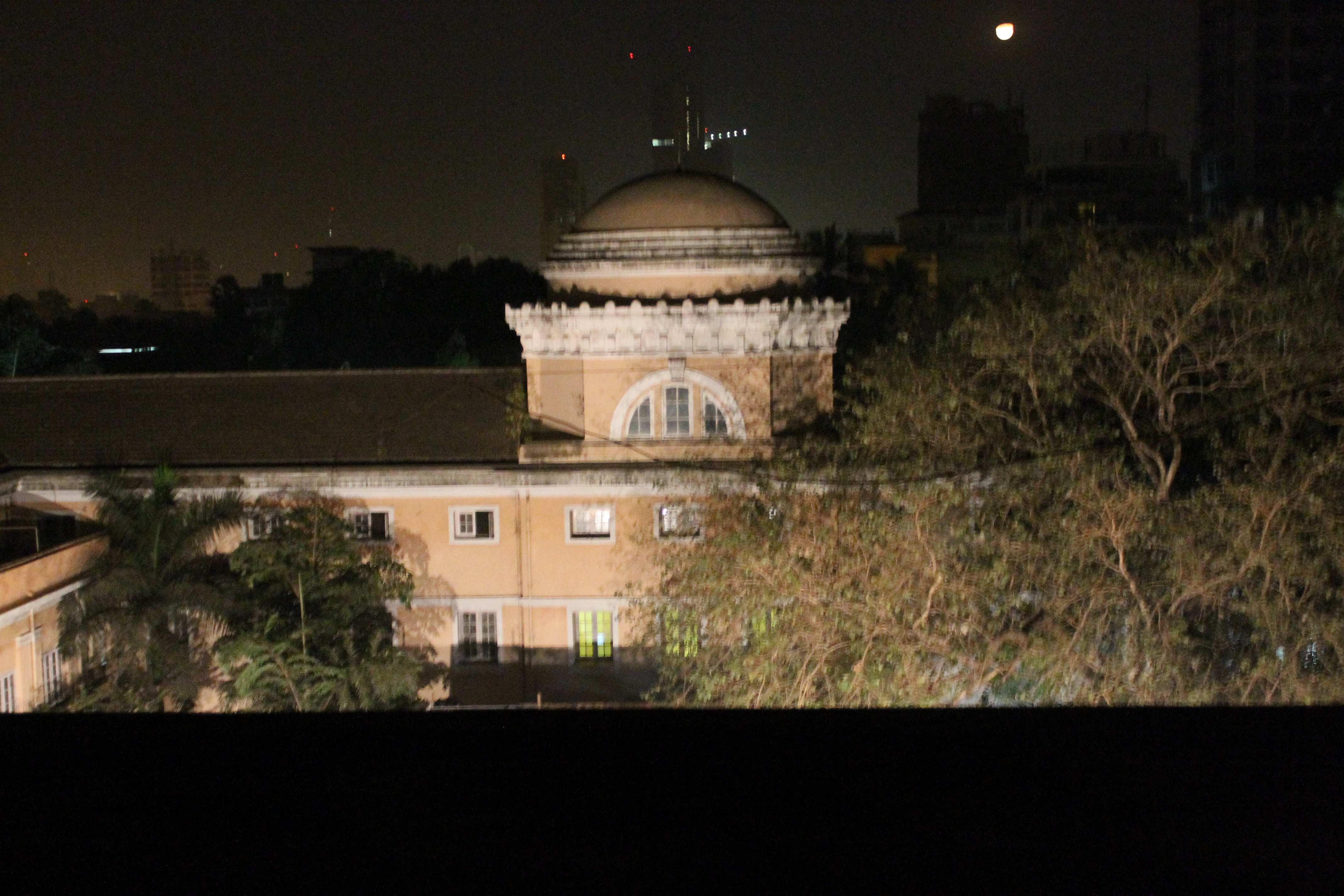
تأسس معهد فيرماتا جيجاباي التكنولوجي (VJTI) في عام 1887 وهو أحد أقدم كليات الهندسة في آسيا.

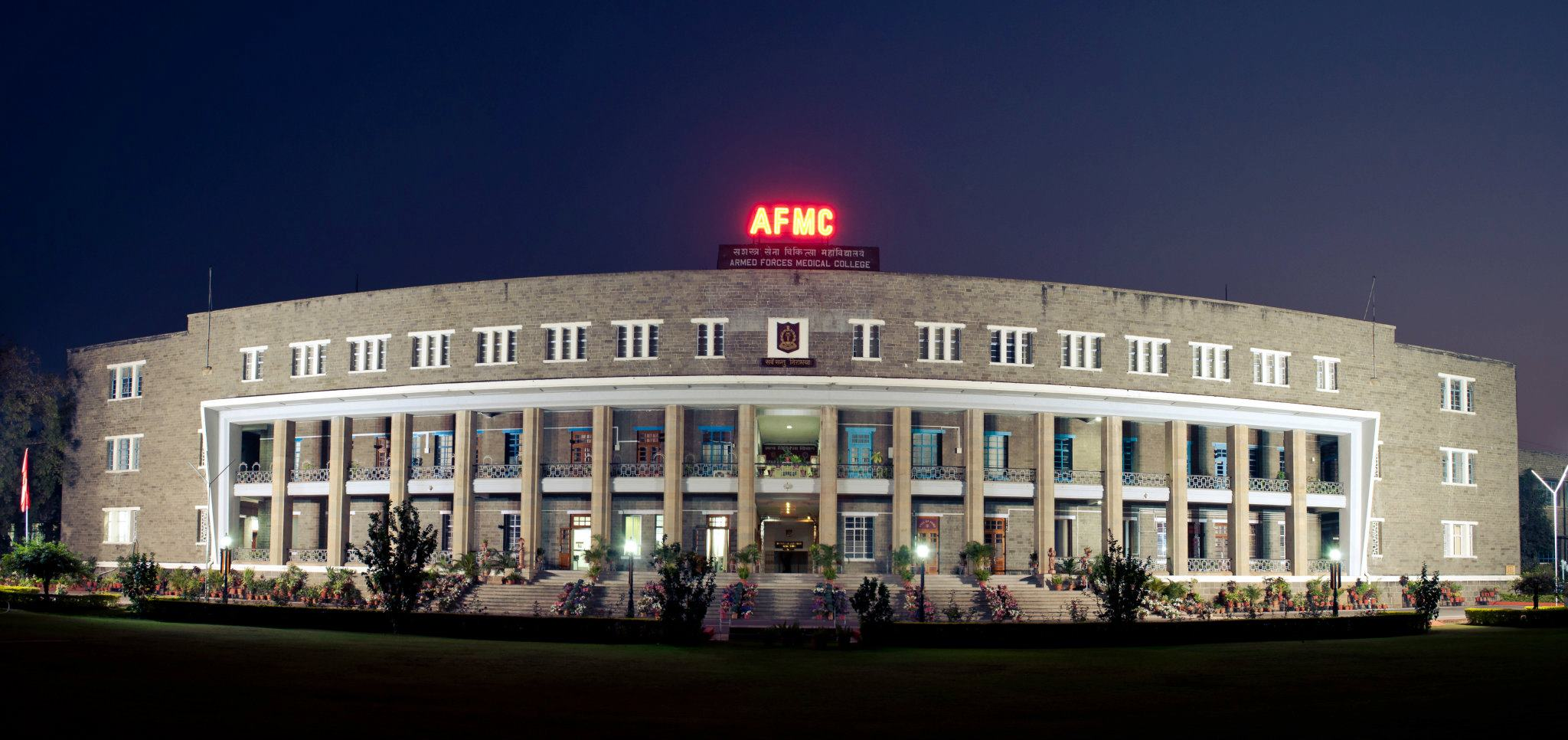
تقع كلية طب القوات المسلحة في مدينة بوني وقد أسست في عام 1948 بعد استقلال الهند.

يوجد في ولاية مهاراشترة 24 جامعة يخرج منها 160,000 خريج كل عام. تأسست جامعة مومباي أثناء حكم شركة الهند الشرقية عام 1857 باسم جامعة بومباي وهي أكبر جامعة في العالم من حيث عدد الخريجين، وفيها 141 كلية تابعة. ذُكر في تقرير نشرته مجلة تايمز للتعليم فإن 5 إلى 7 كليات وجامعة في ولاية مهاراشترة من بين أفضل 20 جامعة في الهند. يتمركز في الولاية أيضًا معاهد مستقلة بارزة مثل المعهد الهندي للتكنولوجيا في بومباي والمعهد الهندي لتكنولوجيا المعلومات في بوني وكلية الهندسة في بوني وجامعة الدكتور باباصاحب أمبيدكار التكنولوجية ومعهد التكنولوجيا الكيميائية ومعهد هومي بهابها الوطني وكلية والشاند للهندسة ومعهد فيرماتا جيجاباي التكنولوجي وكلية سردار باتيل للهندسة.

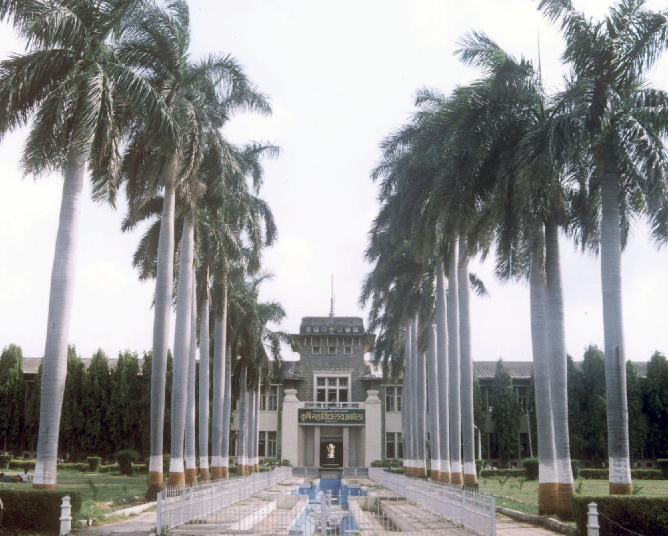
بانجابراو ديشموك كريشي فيديابييث (جامعة الزراعة) في أكولا

توجد أيضا جامعات زراعية مثل جامعة فاسانتراو نايك ماراثوادا الزراعية ومهاتما فولي كريشي فيديابييث والدكتور بانجابراو ديشموك كريشي فيديابييث والدكتور بالاساهب ساوانت كونكان كريشي فيديابييث وجامعات إقليمية مثل جامعة سانت جادج بابا أمرافاتي وجامعة الدكتور باباصاحب أمبيدكار ماراثوادا وجامعة شمال مهاراشترة وجامعة شيفاجي وجامعة سولابور وجامعة سوامي راماناند تيرث ماراثوادا وجامعة راشتراسانت توكادوجي ماهاراج ناغبور. أنشئ بها أيضا جامعات مرموقة مثل جامعة سيمبيوسيس الدولية ومعهد تاتا للعلوم الاجتماعية وجامعة تيلاك مهاراشترة.
يقدم معهد التدريب الصناعي التدريب المهني في مختلف المهن مثل البناء والسباكة واللحام وميكانيكا السيارات بعد المرحلة الثانوية. توجد أيضًا كليات مجتمعية محلية بسياسات قبول أكثر انفتاحًا بشكل عام وبرامج أكاديمية أقصر ورسوم دراسية أقل.

## البنية التحتية

### الرعاية الصحية

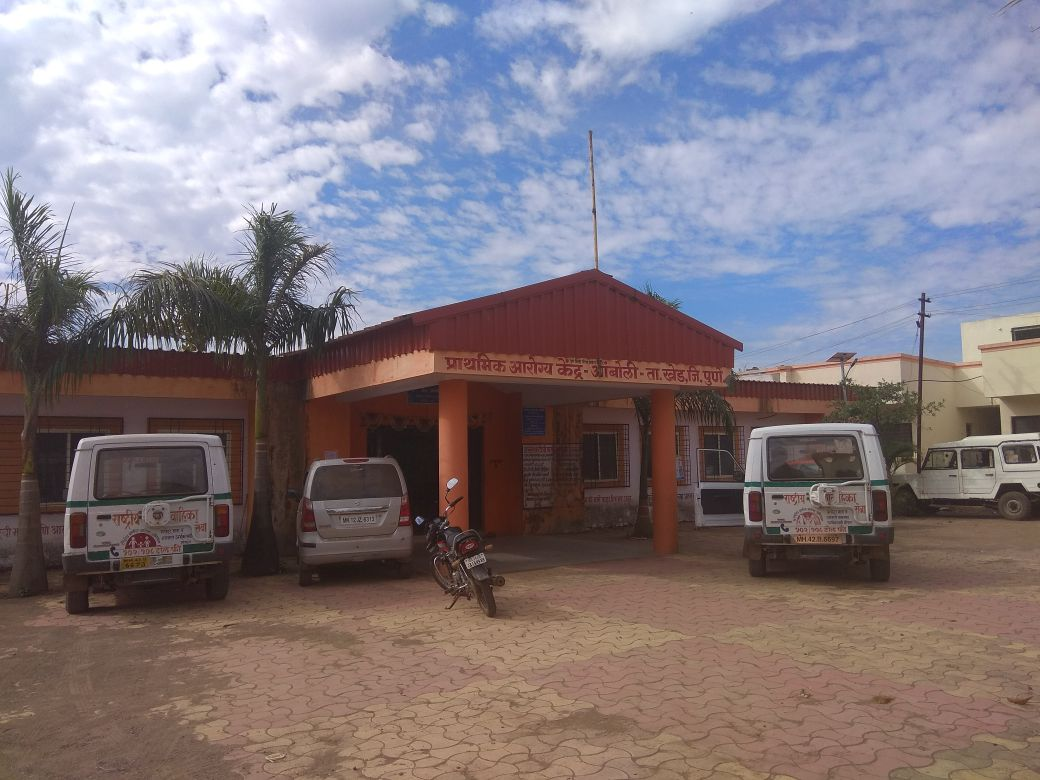
مركز للرعاية الصحية الأولية في قرية أمبولي في منطقة بوني

ارتفعت مؤشرات الصحة العامة في الولاية بسبب ارتفاع نصيب الفرد من الدخل. تألف نظام الرعاية الصحية في الولاية في عام 2011 من 363 مستشفى حكومي ريفي و23 مستشفى مقاطعة (سعتها 7561 سرير) و4 مستشفيات عامة (سعتها 714 سرير) معظمها تابعة لوزارة الصحة ورعاية الأسرة في ولاية مهاراشترة و380 مؤسسة طبية خاصة؛ تبلغ سعة هذه المؤسسات أكثر من 30,000 سرير طبي. كانت الولاية أول ولاية في الهند تنشىء بها تسعة مستشفيات نسائية بسعة 1365 سرير. كما تضم الولاية عددًا كبيرًا من الممارسين الطبيين الحاصلين على مؤهلات بكالوريوس الأيورفيدا والطب والجراحة.
يعد مركز الرعاية الصحية الأولية في الولاية وكذلك بقية الهند جزءًا من نظام الصحة العامة الممول من الحكومة وهو الوحدة الأساسية لنظام الرعاية الصحية، وهي في الأساس عيادات بها طبيب واحد عادةً مزودة بمرافق للجراحات البسيطة أيضًا. يبلغ متوسط العمر المتوقع في ولاية مهاراشترة عند الولادة 67.2 عامًا في عام 2011 وهي بذلك في المرتبة الثالثة بين ال 29 ولاية هندية يبلغ معدل الخصوبة الكلي للولاية 1.9. يبلغ معدل وفيات الرضع 28 ونسبة وفيات الأمهات 104 (2012-2013) وهي أقل من المتوسطات الوطنية. تنقسم وزارة الصحة إلى إدارتين: إدارة الصحة العامة التي تشمل رعاية الأسرة والإغاثة الطبية، وإدارة التعليم الطبي والأدوية.
يقصد التأمين الصحي في الهند أي برنامج يساعد في دفع النفقات الطبية فتشمل تأمين القطاع الخاص والتأمين الاجتماعي وبرنامج الرعاية الاجتماعية الممول من الحكومة. يشمل هذا التأمين الاستخدام التأمين الخاص وبرامج التأمين الاجتماعي مثل البعثة الصحية الوطنية التي تجمع الموارد بالإضافة إلى برامج الرعاية الاجتماعية مثل البعثة الصحية الريفية الوطنية وبرنامج التأمين الصحي الذي يساعد الأشخاص الذين لا يستطيعون تحمل تكاليف التغطية الصحية.

### الطاقة

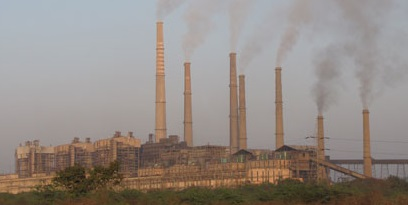
محطة تشاندرابور للطاقة الحرارية الفائقة

على أن عدد سكان الولاية الكبير يستلزم طاقة تجعلها واحدة من أكبر مستهلكي الطاقة في البلاد، إلا أن قوانين الحفاظ على البيئة والطقس المعتدل في أكبر المراكز السكانية جعلت استخدام الفرد للطاقة واحد من أدنى المعدلات بين ولايات الهند. تنتج الولاية 13% من إجمالي قدرة توليد الكهرباء المركبة في الهند، تأتي بشكل أساسي من الوقود الأحفوري مثل الفحم والغاز الطبيعي. تعد ماهافيتاران المسؤولة عن توزيع الكهرباء في جميع أنحاء الولاية من خلال شراء الطاقة من ماهانيرميتي ومحطات الطاقة الحكومية وشركات توليد الكهرباء الخاصة.
بلغت قدرة توليد الكهرباء المركبة في الولاية 26,838 ميجاوات في 2012، لتكون بذلك الأكبر بين الولايات في إنتاج الطاقة. تقع الولاية الولاية ضمن شبكة كهرباء الهند الغربية بالأساس وشبكات الشمال والشرق والغرب والشمال الشرقي. تدير شركة توليد الطاقة في مهاراشترة (MAHAGENCO) محطات الطاقة الحرارية. كما توجد محطات توليد طاقة مملوكة للقطاع الخاص تنقلها شركة نقل كهرباء الولاية إلى شبكة الكهرباء.

### حماية البيئة والاستدامة
المسؤول عن تنفيذ تشريعات الحفاظ على البيئة هو مجلس مراقبة التلوث في ولاية مهاراشترة، يقع ضمن اختصاصه تنفيذ قانون المياه (الوقاية من التلوث والسيطرة عليه) لعام 1974 وقانون الهواء (الوقاية من التلوث والسيطرة عليه) لعام 1981 وقانون المياه لعام 1977 وقانون (حماية) البيئة لعام 1986 والقواعد المنصوص عليها في قواعد النفايات الطبية الحيوية لعام 1998 وقواعد النفايات الخطرة لعام 2000 وقواعد النفايات الصلبة البلدية لعام 2000. المجلس تحت إدارة قسم البيئة في حكومة ولاية مهاراشترة. دخل حظر المنتجات البلاستيكية والحرارية في ولاية مهاراشترة حيز التنفيذ في 23 يونيو 2018، مما يعرض مستخدمي البلاستيك للغرامات والسجن المحتمل إذا خالفوا القانون بشكل متكرر.

## الثقافة

### المطبخ

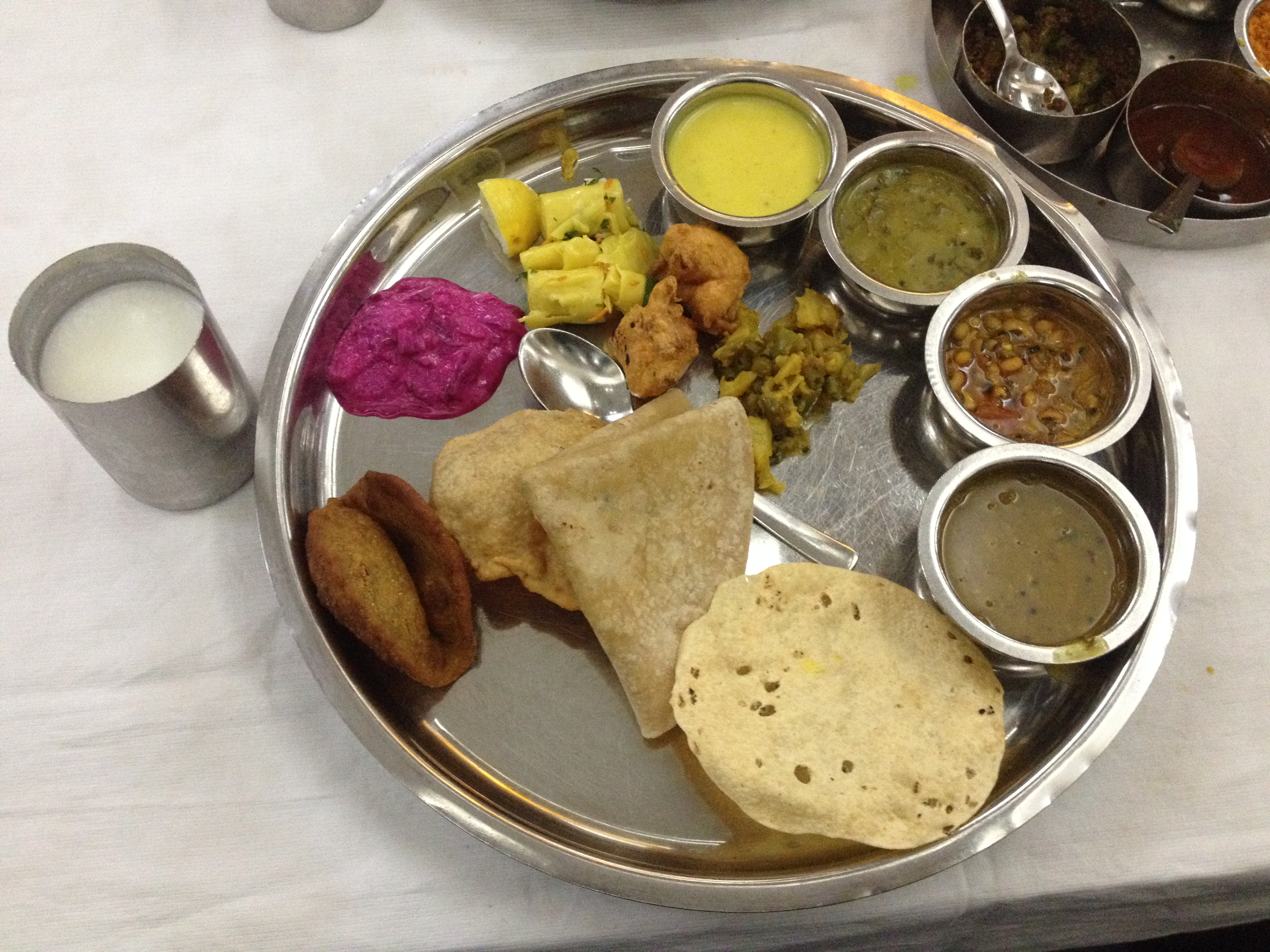
ثالي نباتي من مهاراشترة

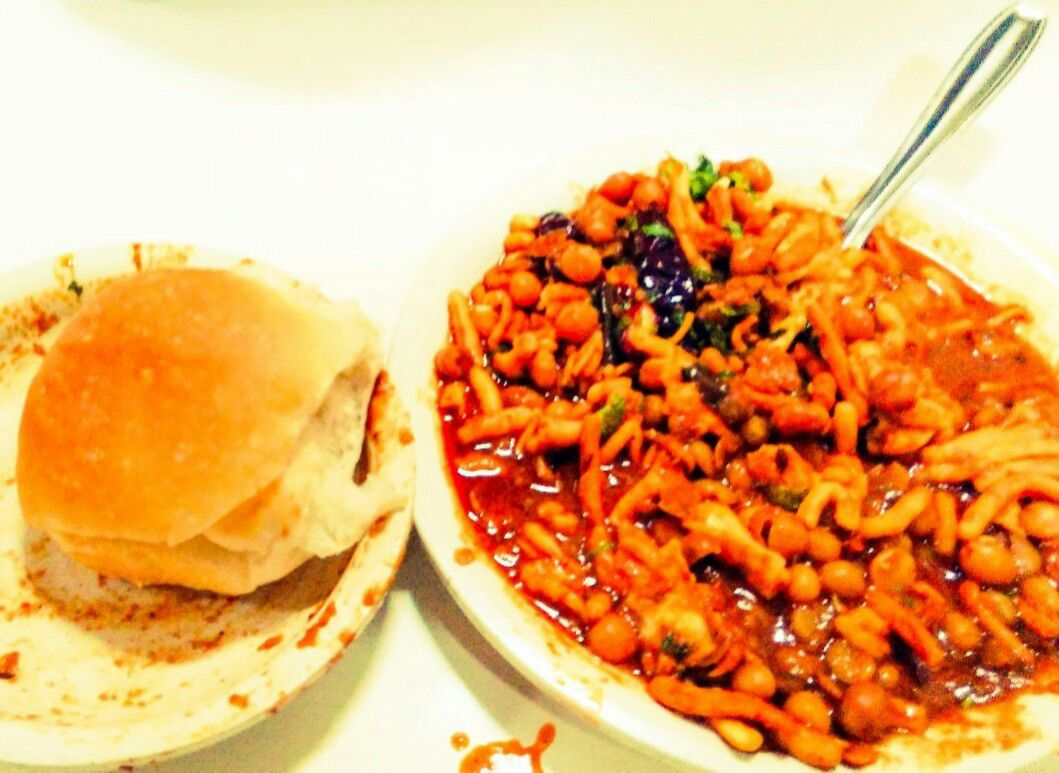
ميسال باف طبق شعبي من الولاية

المطبخ المهاراشترةي متنوع به العديد من الأطباق التي تتراوح من الخفيفة إلى الحارة للغاية. يشكل القمح والأرز وذرة بيضاء وثيوم أغبر والخضروات والعدس والفواكه أساس هذا المطبخ. من أطباقه التقليدية الشهيرة بوران بولي وأوكديتشي موداك وثاليبييث. يحب سكان الولاية أطعمة الشوارع مثل بطاطا فادا وMisal Pav وباف بهاجي وفادا التي عادة ما تُباع في الأكشاك وفي الفنادق الصغيرة. تقدم الوجبات (الغداء والعشاء بشكل أساسي) على طبق يسمى ثالي، ترتب الأصناف على هذا الطبق بطريقة معينة. يتكون طبق الثالي النباتي النموذجي من خبز الشباتي أو الباكري والدال والأرز (فاران بات) والأمتي والكتنية والصلصة والكوشيمبير (السلطة) واللبن الرائب. من كلمات المطبخ البهاجي وهو طبق نباتي مصنوع من خضروات معينة أو مزيج من الخضروات، والأمتي وهو نوع من الكاري يتكون عادةً من مرق العدس المنكه بماسالا جودا وأحيانًا بالتمر الهندي أو أمشول وجاجري (جول)، تستخدم معظم الأطباق جوز الهند والبصل والثوم والزنجبيل ومسحوق الفلفل الأحمر والفلفل الأخضر والخردل، إلا أن بعض قطاعات السكان تتجنب استخدام البصل والثوم.
يختلف المطبخ المهاراشترةي باختلاف المناطق، فيبرز المطبخ المالفاني (الكونكاني) الوكولهابوري والفارهادهي. تشتهر كولهابور بطبق تامبدا باندرا راسا، وهو طبق مصنوع من الدجاج أو لحم الضأن.

### اللباس

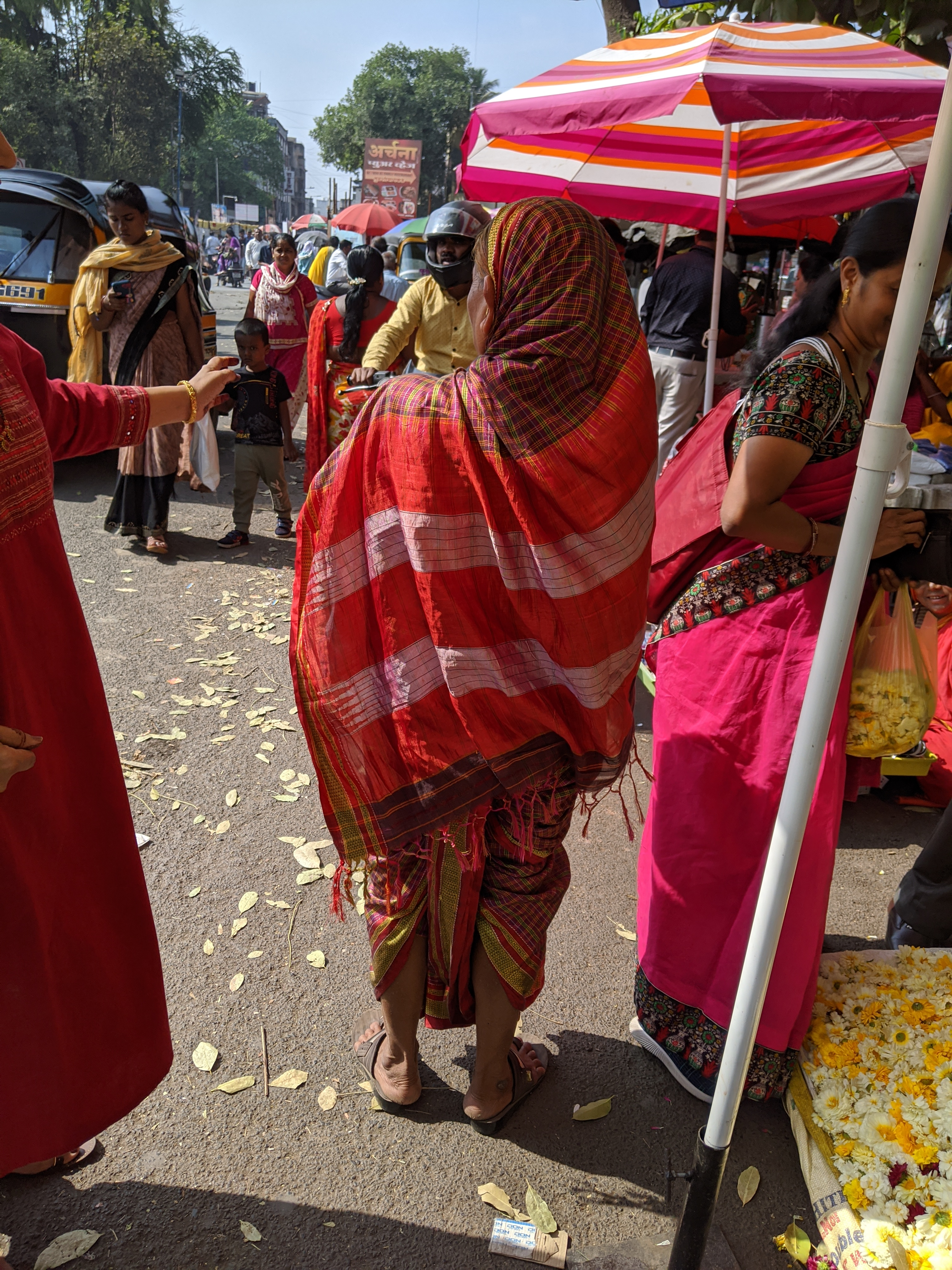
امرأة في بوني ترتدي الساري التقليدي المهاراشترة نوفاري لوغادا (الساري ذو التسع ياردات)

ترتدي النساء الماراثيات الساري تقليديًا ويصنع غالبًا بطريقة ترمز للثقافة المحلية. ترتدي معظم النساء الشابات في المناطق الحضرية في ولاية مهاراشترة ملابس غربية مثل التنانير والسراويل أو شالوار كاميز مع الناوفاري التقليدي أو اللوجاد ذو التسعة ياردات، اختفت بعض أنواع اللباس التقليدي تقريبا من الأسواق بسبب قلة الطلب. ترتدي النساء كبيرات السن الساري ذو الخمس ياردات. في المناطق الحضرية، ترتدي النساء الشابات الساري ذو الخمس ياردات في المناطق الحضرية وخاصة البايثاني في المناسبات الخاصة مثل حفلات الزفاف والاحتفالات الدينية. يشيع بين الرجال لبس الأزياء الغربية لكن يرتدون أيضًا أزياء تقليدية مثل الدوتي والفيتا في المناسبات الثقافية. قبعة غاندي هي غطاء الرأس الشائع بين الرجال كبار السن في المناطق الريفية في ولاية مهاراشترة. ترتدي النساء المراثيات قلادة كولابوري ساج وهي نوع خاص من القلائد. لذا بالإجمال يرتدي رجال ونساء المناطق الحضرية الملابس الغربية في الغالب.

### الموسيقى
أثر الفنانون المهاراشترةيون بقوة في الحفاظ على الموسيقى الكلاسيكية الهندوستانية وتطويرها لأكثر من قرن من الزمان. يعتبر مهرجان ساواي غاندهارفا بهيمسن في بوني الذي بدأه بهيمسن جوشي في الخمسينيات من القرن العشرين المهرجان الموسيقي الهندوستاني الأكثر شهرة في الهند وهو أيضا أحد أكبر المهرجانات.
لعبت مدن مثل كولهابور وبوني دورًا رئيسيًا في الحفاظ على الموسيقى مثل بهافاجيت وناتيا سانجيت. تشيع موسيقى أفلام مومباي في المجتمع الهندي، فشكلت موسيقى الأفلام 72% من مبيعات الموسيقى في الهند في عام 2009. شهد المشهد الموسيقي في مهاراشترة، وخاصة في مومباي، في العقود الأخيرة تطورًا في الأساليب الموسيقية فظهر بها موسيقى الراب. كما تستضيف المدينة مهرجانات في أنواع الموسيقى الغربية مثل البلوز. من بين أكثر أشكال الموسيقى الشعبية شيوعًا في الولاية: بهاجان وبهارود وكيرتان وجوندال وكولي جيت.

### رقص

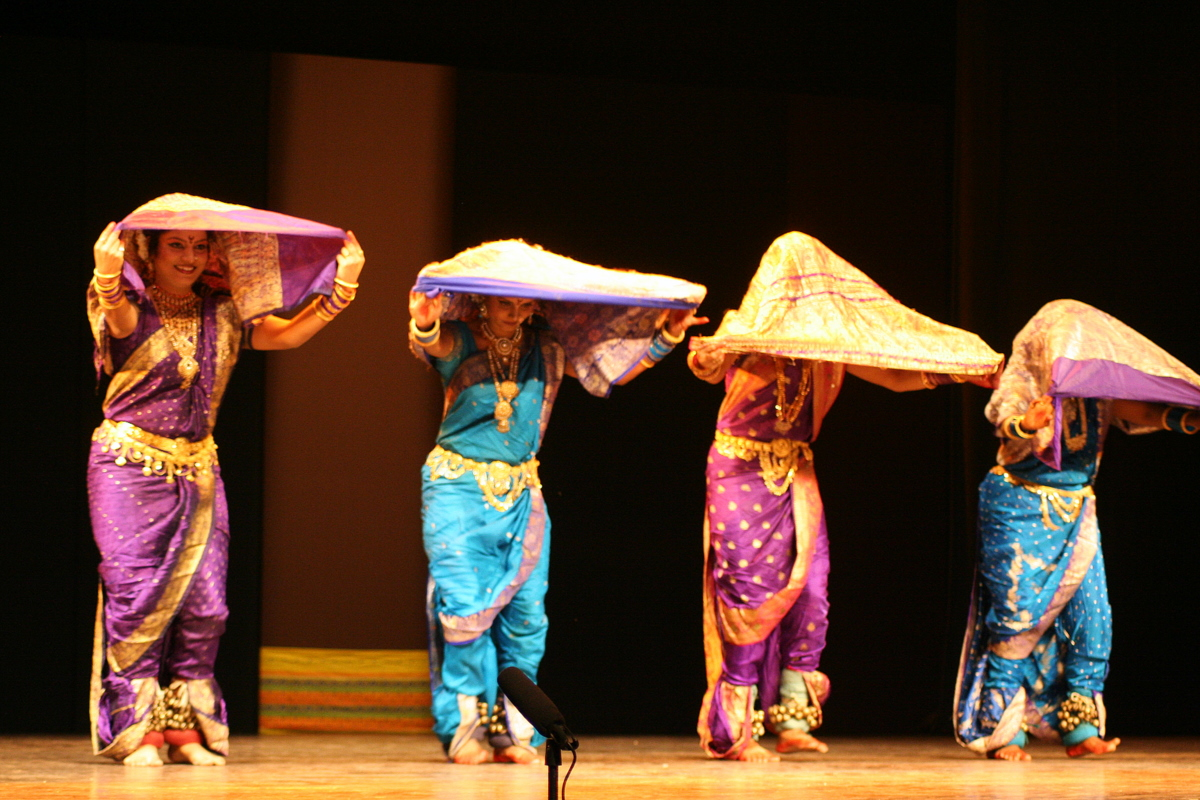
رقص لافاني

يستمد الرقص الماراثي من التقاليد الشعبية. لافاني هو شكل شعبي من أشكال الرقص في الولاية. لرقصات Bhajan وKirtan وأبهانغ حضور يومي كبير لطائفة Warkari (Vaishanav Devotees). من أشهر الرقصات رقصة كولي المرتبطة بشعب كولي الصيادين في الولاية، تشتهر رقصاتهم بهويتها الفريدة وحيويتهم. يعرض هؤلاء الصيادون حركات الأمواج وإلقاء الشباك أثناء الرقصة.

### المسرح
يرجع االمسرح الماراثي الحديث منتصف القرن التاسع عشر وقت العصر الاستعماري البريطاني. يبنى المسرح بالأساس على أسس غربية بالإضافة دراما موسيقية تقليدية مثل سانجيت ناتاك. دمج في العقود الأخيرة أسلوب Marathi Tamasha في بعض المسرحيات التجريبية. يتضمن تاريخ المسرح الماراثي العديد من المسرحيات الاجتماعية والفكاهية والمهزلة والمسرحيات التاريخية والموسيقية والمسرحيات التجريبية والدراما الجادة. أثر كتاب المسرح الماراثيون مثل فيجاي تيندولكار وبوروشوتام لاكشمان ديسباندي وماهيش إلكونشوار وراتناكار ماتكاري وساتيش أليكار على المسرح الهندي بالعموم. وظهر بالولاية (خاصة مومباي) أيضا بالإضافة مسرح بلغات أخرى مثل الكجراتية والهندية والإنجليزية.

### الأدب
يدور الأدب الماراثي حول حياة وظروف الشعب الماراثي. أقدم نصوص الأدب الماراثي هو Dnyaneshwari بقلم القديس البهكتي دانيشوار العائد للقرن الثالث عشر.
كُرم أربعة كتاب ماراثيين بجائزة جنانبيث وهي أعلى جائزة أدبية في الهند، وهم فيشنو ساخارام خانديكار وبهالشاندرا نيمادي وفيشنو فامان شيروادكار (كوسوماجراج) وفيندا كارانديكار، كان الاثنان الأخيران شاعرين أيضًا. من أبرز الكتاب الكتاب البارزين الآخرين من أوائل ومنتصف القرن العشرين الكاتب المسرحي رام غانيش جادكاري والروائي هاري نارايان أبتي والشاعر والروائي بي إس ماردهيكار وباندورانج ساداشيف ساني وفيانكاتيش مادجولكار وبرالهاد كيشاف أتري وتشينتاماني تريامباك خانولكار ولاكشمان شاستري جوشي.
يعد أدبيات الداليت من الأنواع الأخرى بالولاية فكتب بالأصل باللغة الماراثية لتعبير عن حالة القمع اليومي التي كانوا يتعرضون لها في الهند المستقلة. استخدم مصطلح "أدب الداليت" أول مرة في 1958 عندما استخدمه المؤتمر الأول لجمعية أدب الداليت في مهاراشترة في مومباي. تتميز مدن الولاية بأدب بلغات أخرى. فتعتبر مومباي مركز الأدب الإنجليزي الهندي فقد كانت المدينة موقع أحداث روايات روهينتون ميستري وشوبها دي وسلمان رشدي.

### السينما

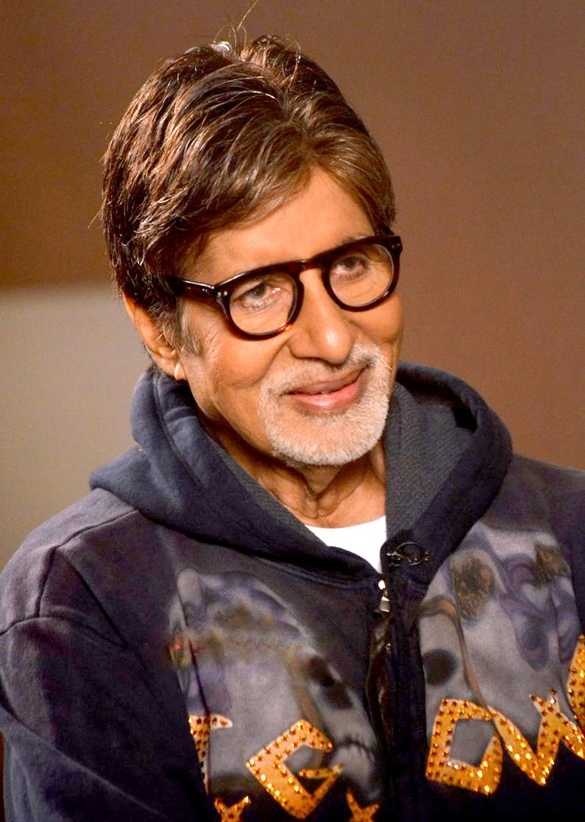
rightأميتاب باتشان نجم بوليوود الذي يُطلق عليه لقب "أكبر نجم سينمائي في العالم".

أُنتج أول فيلم هندي طويل، راجا هاريشاندرا من إخراج دادساهب فالك، في ولاية مهاراشترة في عام 1913. يعتبر فالك والد السينما الهندية. أنشئت حكومة الهند جائزة باسمه هي أعلى جائزة هندية في مجال السينما تُمنح سنويًا.
كانت دورجا خوتي واحدة من أوائل النساء من العائلات النبيلة اللائي دخلن صناعة السينما في كسرًا للأعراف الاجتماعية. ظهرت سميتا باتيل ورانجانا ديشموخ وريما لاجو في الأفلام الفنية والأفلام الهندية والمراثية في السبعينيات والثمانينيات. لعبت روهيني هاتانجادي دور البطولة في عدد من الأفلام المشهورة، وهي الممثلة الهندية الوحيدة التي فازت بجائزة بافتا لأفضل ممثلة في دور ثانوي في دور مساعد لأدائها دور كاستوربا غاندي في فيلم غاندي (1982). كانت بهانو أثايا أول هندية تفوز بجائزة الأوسكار في فئة أفضل تصميم أزياء عن غاندي (1982).
كان سوريكانت ماندهاري أشهر ممثل ماراثي في بداية السينما الماراثية. ظهر في السنوات اللاحقة شريرام لاجو ونيلو فولي وفيكرام جوكهال وديليب برابهافالكار في المسرح والأفلام الهندية والماراثية. لعب راميش ديو وموهان جوشي أدوارًا رئيسية في الأفلام الماراثية الشهيرة وقتها.
تعد ولاية مهاراشترة رائدة صناعة الترفيه الهندية، فيصور بها أفلام ضخمة ومسلسلات تلفزيونية ويوجد بها شركات إعلامية. يوجد في مومباي العديد من استوديوهات إنتاج الأفلام والمرافق لإنتاج الأفلام. تعد مومباي أكبر مركز لإنتاج الأفلام والتلفزيون فينتج ثلث جميع الأفلام الهندية في الولاية. تُصور إنتاجات بوليوود بملايين الدولارات حيث تصل تكلفة أغلى إنتاجاتها إلى 1.5 مليار روبية (18 مليون دولار أمريكي) تصور كلها في الولاية.

## الإعلام

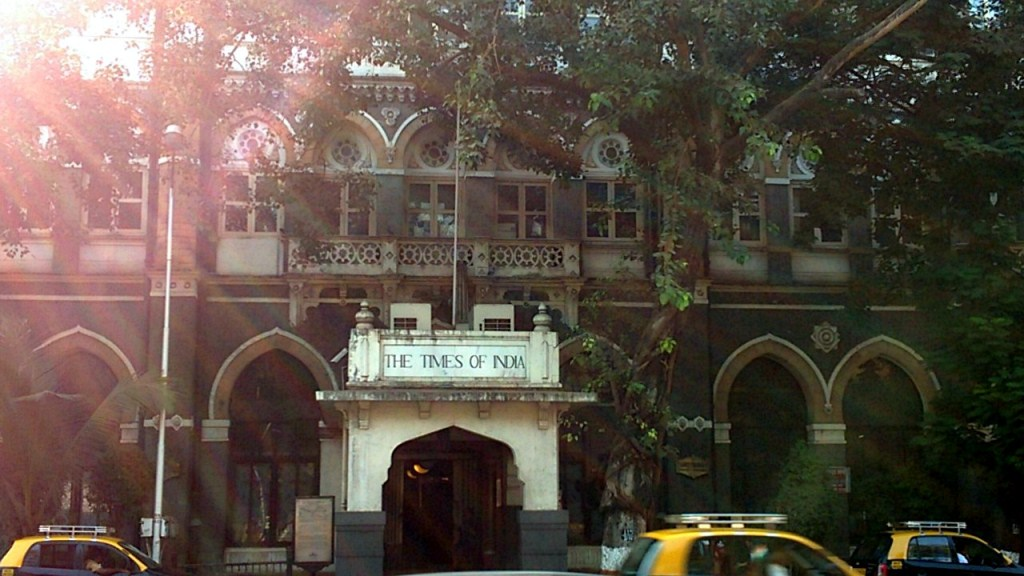
مبنى صحيفة تايمز أوف إنديا في مومباي

الولاية هي مركز أكثر من 200 صحيفة و350 مجلة استهلاكية. يعمل في قطاع النشر والطباعة هذا أكثر من 250,000 شخص. كانت صحيفة Sakal التي تُنشر في بوني والمدن الكبرى الأخرى أكبر صحيفة ماراثية متداولة في ولاية مهاراشترة في عام 2016. تشمل الصحف الماراثية الرئيسية الأخرى Maharashtra Times وLoksatta وNava Kaal وPudhari وLokmat وSakal Saptahik Sakal وGrihashobhika وLokrajya وLokprabha وChitralekha هي بعض المجلات الماراثية البارزة. تقتصر الصحف الإنجليزية على المناطق الحضرية ومن أشهرها Daily News & Analysis وتايمز أوف إينديا وهندوستان تايمز وإكسبرس الهندية وMumbai Mirror والعصر الآسيوي وMiD-DAY وThe Free Press Journal . وتوجد صحف مالية مثل The Economic Times ومينت وبيزنس ستاندرد وThe Financial Express يتم توزيعها على نطاق واسع. وصحف باللغات الهندية الأخرى مثل Nava Bharat باللغة الهندية وUdayavani باللغة الكانادية وMumbai Samachar باللغة للكجراتية وThe Inquilab باللغة الأردية.
تساهم صناعة التلفزيون في ولاية مهاراشترة بشكل كبير في اقتصاد الولاية. تبث إذاعة إذاعة كل الهند من مومباي وتبث محطات الراديو الخاصة مثل Big 92.7 FM وراديو ميرتشي وRed FM وVasundhara Vahini وRadio Dhamaal 24 وMy FM في جميع المدن الكبرى. توفر شبكات Airtel وBSNL وJio وVI خدمات الهاتف الخلوي وقد غطت معظم ولاية مهاراشترة. يتوفر الإنترنت عريض النطاق في معظم البلدات والقرى والمدن، وتوفره شركتا MTNL وبهارات سانشار نيجام المحدودة المملوكتان للدولة وشركات خاصة أخرى.

## الرياضة

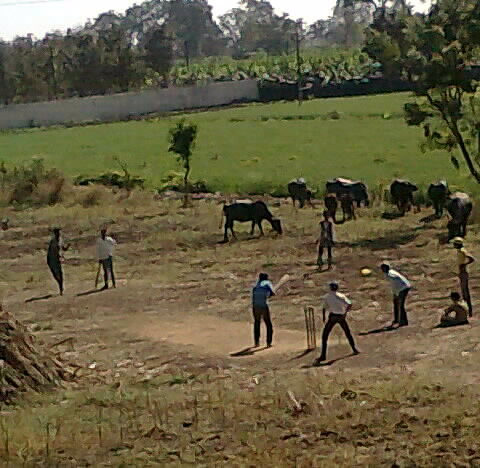
أطفال يلعبون لعبة الكريكيت في مزرعة خارج قرية تشيناوال في منطقة جالجاون

الكريكيت هي الرياضة الأكثر شعبية في ولاية مهاراشترة، ويمثل ولاية مهاراشترة ثلاثة فرق في لعبة الكريكيت المحلية وهي فريق كريكيت مهاراشترة ومومباي وفيداربا. يدير هذه الفرق لدارة اتحاد الكريكيت في مهاراشترة واتحاد الكريكيت في مومباي واتحاد الكريكيت فيداربا. يقع المقر الرئيسي لمجلس الكريكيت الهندي في تشيرشجيت، مومباي. يوجد بالولاية ثلاث ملاعب كريكيت دولية هي ملعب برابورن واستاد وانكيدي في مومباي واستاد نيو في سي إيه في ناغبور.
فازت مهاراشترة بأكبر عدد من الميداليات بين الولايات في الألعاب الوطنية لعام 2023، فازت مهاراشترة بإجمالي 228 ميدالية، منها 80 ميدالية ذهبية.
يوجد بالولاية ألعاب تقليدية مشهورة مثل الكابادي وكو خو وكوشتي ومالاكهامبا. تحظى سباقات كوستي وعربات الثور بشعبية في المناطق الريفية في جنوب غرب مهاراشترة وينظم القرويون سباقات سنوية لها. تُقام بطولات المصارعة للهواة هند كيساري في مدينة كيساري سنويًا. تُلعب كرة الريشة والكرة الطائرة والتنس في المناطق الحضرية. يلعب على شواطئ ساحل كونكان وجبال الغات الغربية وبحيرات السدود مثل الطيران الشراعي وتسلق الصخور والمشي في الجبال وتسلق الجبال والرياضات المائية والغوص.
تُنظم رابطة مهاراشترة للتنس بطولة تشيناي المفتوحة للتنس سنويًا في بوني وهي البطولة الهندية الوحيدة العالمية، البطولة جزء من بطولات رابطة محترفي التنس 250 نقطة. تُعقد سباقات دربي في مومباي وبوني في مضمار سباق ماهالاكسمي ومضمار سباق بوني.
يوجد العديد من أندية كرة القدم في الولاية تلعب على المستوى الوطني مثل Mumbai Tigers FC وKenkre FC وBengal Mumbai FC ونادي طيران الهند. Mumbai Gladiators وPune Marathas.

## السياحة
تجذب مدينة مومباي وأجانتا ومغارات إلورا والمحميات الطبيعية في الولاية السياح المحليين والدوليين. تجذب مدينة مومباي السساح كونها أكبر مدينة وأكثرها عالمية في الهند وبسبب معالمها السياحية العديدة التي تشمل الهندسة المعمارية الاستعمارية والشواطئ وبوليوود والتسوق والحياة الليلية النشطة. تجذب المدينة ثلاثة ملايين سائح أجنبي وأربعين مليون سائح محلي سنويًا. تريد الولاية زيادة الأعداد من خلال السماح لمتاجر التجزئة وأماكن الترفيه بالعمل 24 ساعة في اليوم سبعة أيام في الأسبوع.
تنظم مدينة بوني العديد من الفعاليات الثقافية خلال مهرجان بوني الذي يتزامن مع مهرجان غانيش تشاتورثي الهندوسي. تعد محطات التلال التي بنيت أثناء الحكم البريطاني وجهات سياحية شهيرة خاصة خلال أشهر الصيف، تشمل المحطات ماهاباليشوار ولونافالا وماثيران في غرب مهاراشترة، وتشيكالدارا في منطقة فيداربا. تنتشر في المناطق الجبلية في غرب مهاراشترة أنقاض مئات الحصون الجبلية من عصر سلطنات الدكن وإمبراطورية المراثا، من أشهرها شيفانيري وراججاد وسنهاجاد ورايجاد وبراتابجاد.
يجذب معبد خاندوبا للإله خاندوبا في Jejuri في منطقة بوني الهندوس من جميع أنحاء الولاية ويؤدون فيه طقس الغسل بمسحوق الكركم. يزور معبد ساي بابا في شيريدي ما معدله 25,000 شخص يوميًا ويمكن أن يصل هذا الرقم في المهرجانات الدينية العدد إلى 300,000 شخص. تجذب معابد طائفة Warkari السياح طوال العام وتجذب عددًا كبيرًا من الناس من جميع أنحاء الولاية أثناء المناسبات الدينية. يقع معبد السيخ حضرة صاحب في نانديد وهو أحد التختات الخمسة في السيخية. تحتوي المنطقة المحيطة بمدينة أورنك آباد على العديد من المواقع القديمة ومواقع العصور الوسطى مثل موقعي التراث العالمي أجانتا ومغارات إلورا وحصن دولت آباد ومقبرة بيبي كا.
شكل السياح المحليون 98% من إجمالي عدد زوار مهاراشترة والبقية أجانب في مسح أجرته حكومة الولاية في عامي 2009 و2010. يشكل الزوار من الولايات المتحدة والمملكة المتحدة وألمانيا والإمارات العربية المتحدة نسبة كبيرة من السياح الأجانب. أنشأت حكومة الولاية مؤسسة تنمية السياحة في مهاراشترة (MTDC) للتنمية المنهجية والترويج للسياحة في الولاية. تمتلك وتدير المؤسسة المنتجعات في جميع المراكز السياحية الرئيسية.

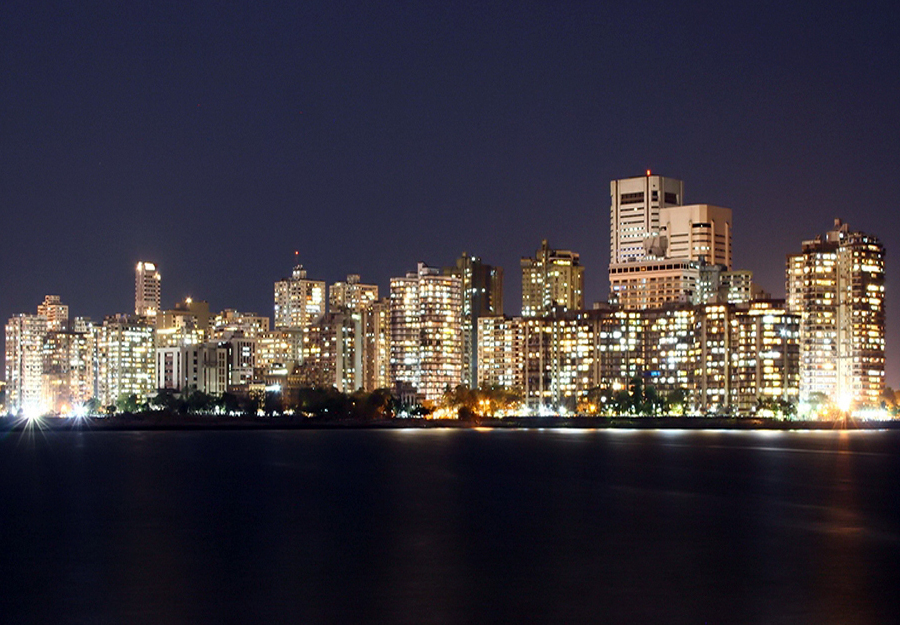
أفق ليلي لوسط مدينة مومباي عند حصن ناريمان
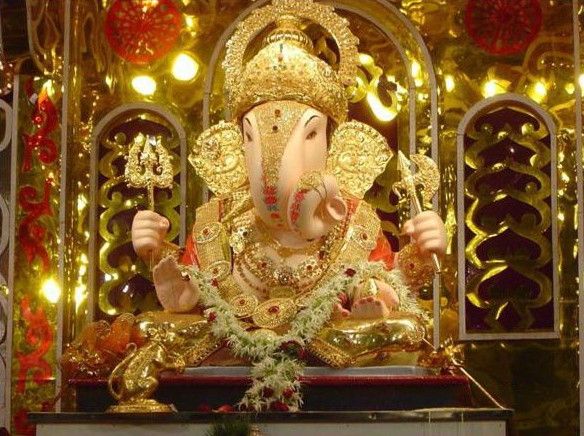
مهرجان غانيش تشاتورثي festival في بوني
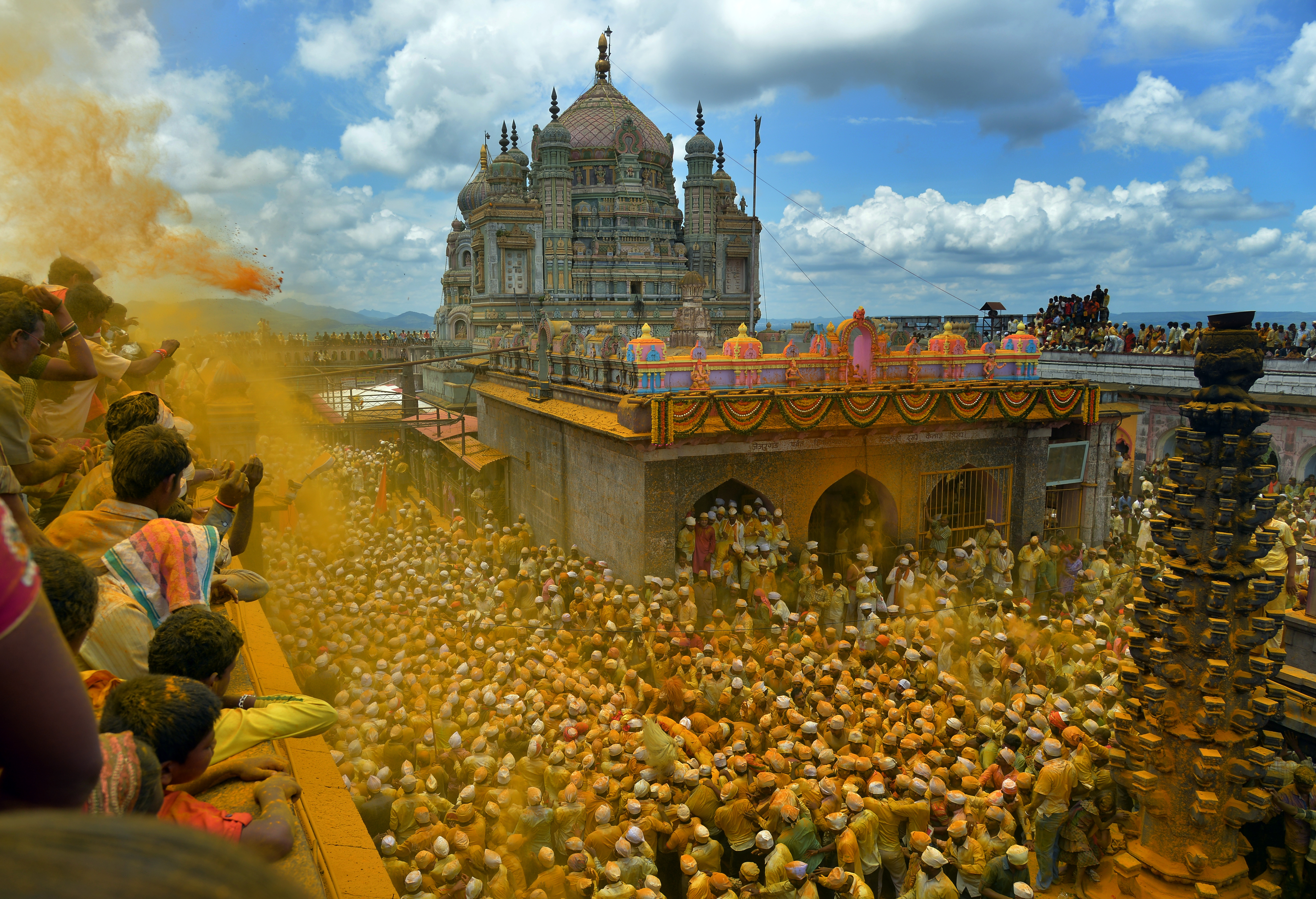
معبد خاندوبا في جيجوري
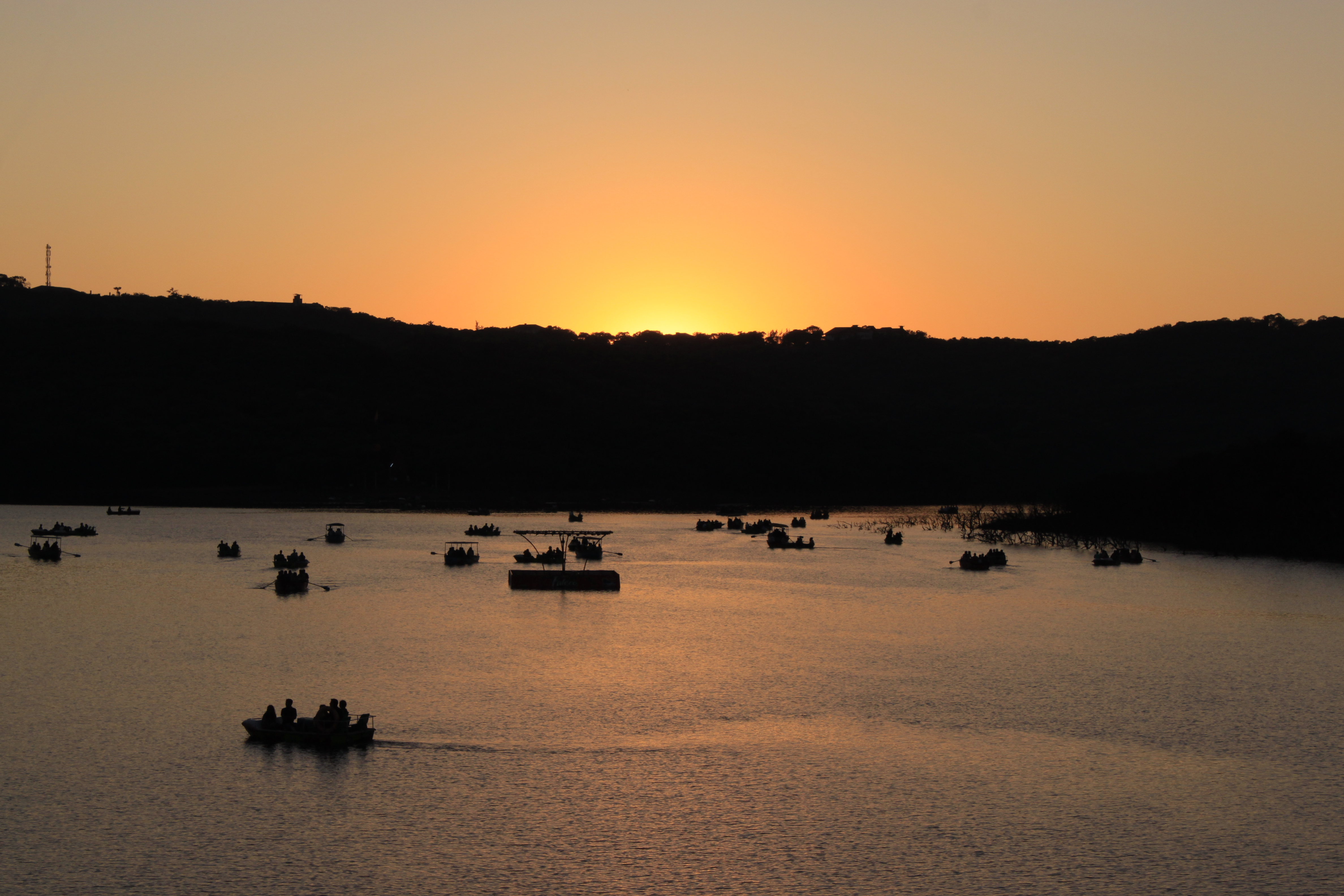
بحيرة فينا في ماهاباليشوار
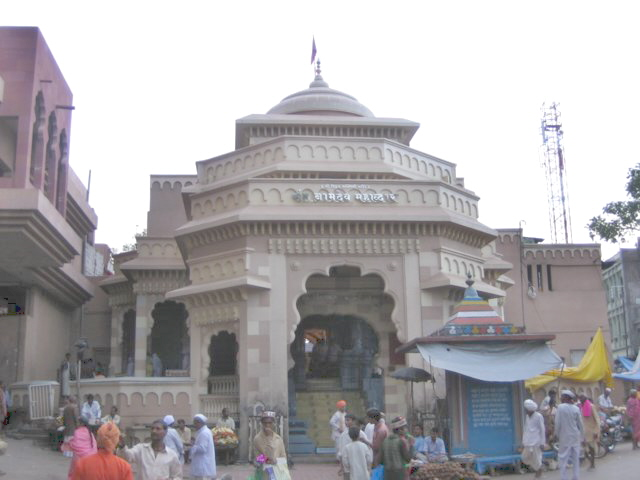
باندهاربور مركز حج هندوسي في الولاية

## روابط خارجية
حكومية
- مهاراشترة - GovPubs, جامعة كولورادو بولدر
- Maharashtra على موسوعة بريتانيكا
- Maharashtra على مشروع الدليل المفتوح
- معلومات جغرافية متعلقة بمهاراشترة على خريطة الشارع المفتوح